# Музика Швейцарії

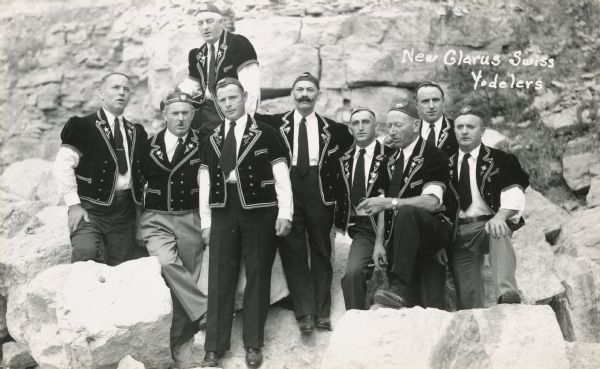
Йоделісти із Нового Гларусу в традиційному швейцарському одязі (1922).

Швейцарська музика, — це музика народів Швейцарії, історія якої починається із  II століття до н. е.а також до неї відносяться сучасна, класична, середньовічна та музика республіки Швейцарія. Склалася вона в результаті змішання народних традицій древніх племен, які заселяли територію Швейцарії та створили народну музику цієї країни, яке зараз розповсюджена в Центральній Швейцарії та Аппенцелі. Центрами музичної культури Швейцарії є міста Берн, Цюрих, Лозанна, Люцерн та інші.
З народного співу найпопулярнішим є йодль(тірольські наспіви), які насамперед асоціюються з музикою цієї країни.
Позаяк в Швейцарії використовуються три мови: німецька, французька та італійська, це позначилося і на музичній культурі країни: у зв'язку із романським, німецьким та французьким мистецтвом вони є в майже рівноправними у створені самобутньої музичної культури цієї країни.

## Історія

### Античність та середньовіччя

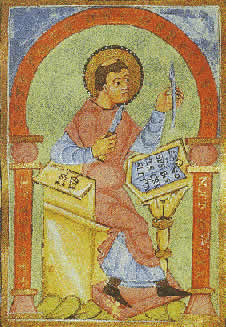
Ноткер Заїка

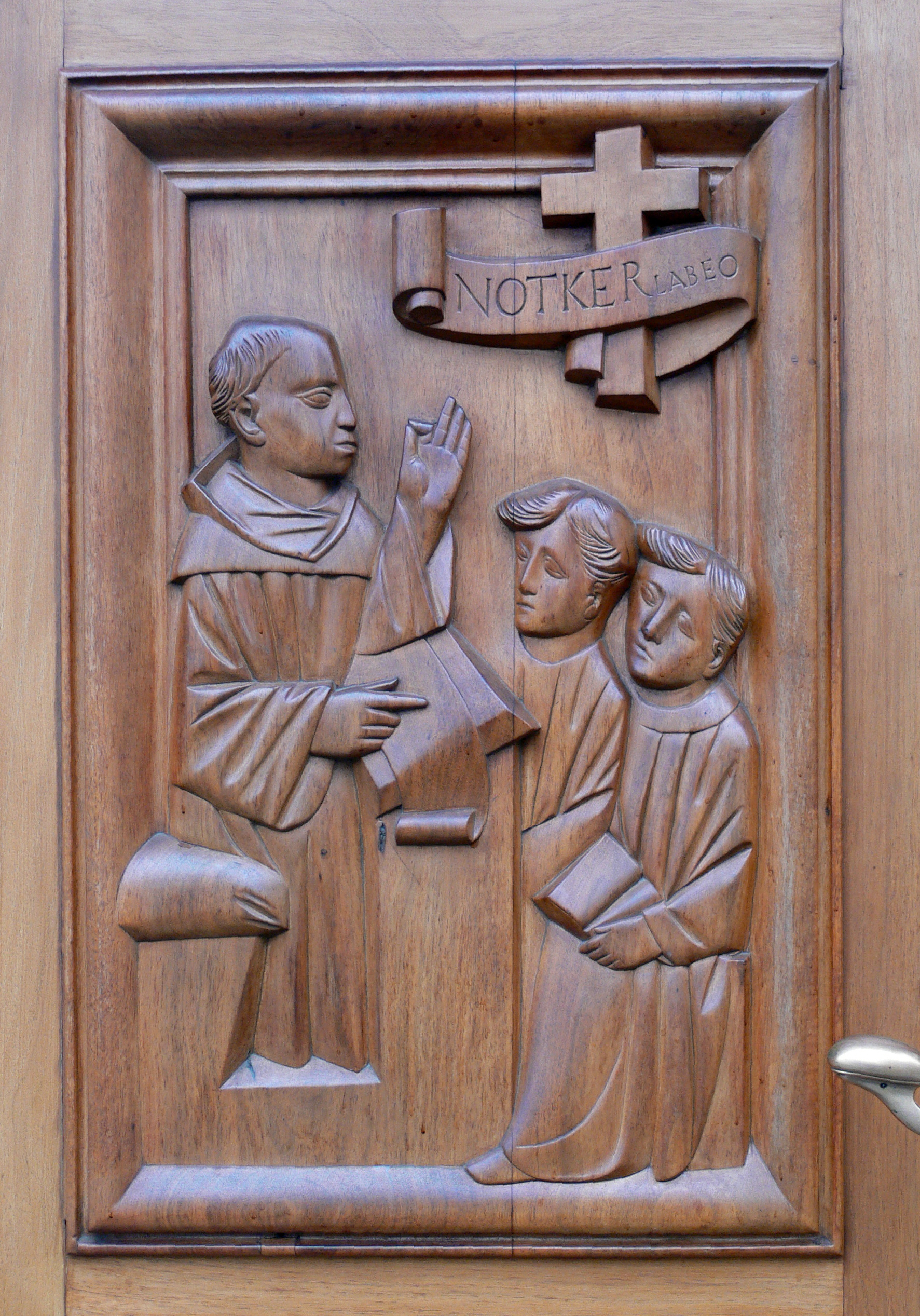
Ноткер Губастий, рельєф із Абатства в Сант-Галені

Швейцарська музика виникла в результаті взаємодії культур племен гельветів та ретів, які заселяли територію сучасної Швейцарії у II столітті до н. е. протягом декількох століть та створили національні риси швейцарської музики. Важливу роль в музичній культурі займає співочий жанр альпійських  мешканців гір —йодль. Окрім Швейцарії цей спів притаманний і для Баварії, Австрії. У Швейцарії жанр йодлю виник як засіб комунікації, пастухи в горах використовували горлові звуки для підтримки зв'язку одного з одним. Пісні в жанрі йодлю виконувались із переливами. Сьогодні йодль широко поширений і поза межами Альп, зокрема цей наспів застосовували ABBA, група «The Band», Кішор Кумар, Орен Невілл.
У V—VI століттях швейцарська музика підпадає під вплив племен алеманів та бургундів.
Професіональна швейцарська музика зародилася в X столітті в монастирях, де розвивалась літургічна музика. Музична теорія викладалася переважно в заснованому в VII столітті Санкт-Галенському абатстві, де працювали теоретики та композитори кінця IX — початку X століття: Ноткер Заїка, Тутило (автор «троп», із яких найвідоміша «Hodie cantandus est»), Ноткер Губатий(Німецький) та Екхарт IV(Санкт-Галенський). Тут Ноткер Заїка написав трактати «Про 8 тонів», «Про 8 ладів», «Про тетраход», «Послання про музику», увів у застосування в західних церквах секвенцію, склав навчальну книгу про музику на основі Боеція.
Починаючи із XIII століття в пісенному фольклорі деяких районів у Швейцарії виділяються патріотичні, антифеодальні пісні. Також дуже популярними були пастуші наспіви та мелодії. На території Швейцарії з'являється дуже відомий швейцарський народний інструмент — Альпійський ріг. В Європі інструмент появився із приходом племен кочівників та першочергово використовувався для передачі воєнних сигналів, а з XVIII століття його почали використовувати як музичний інструмент.

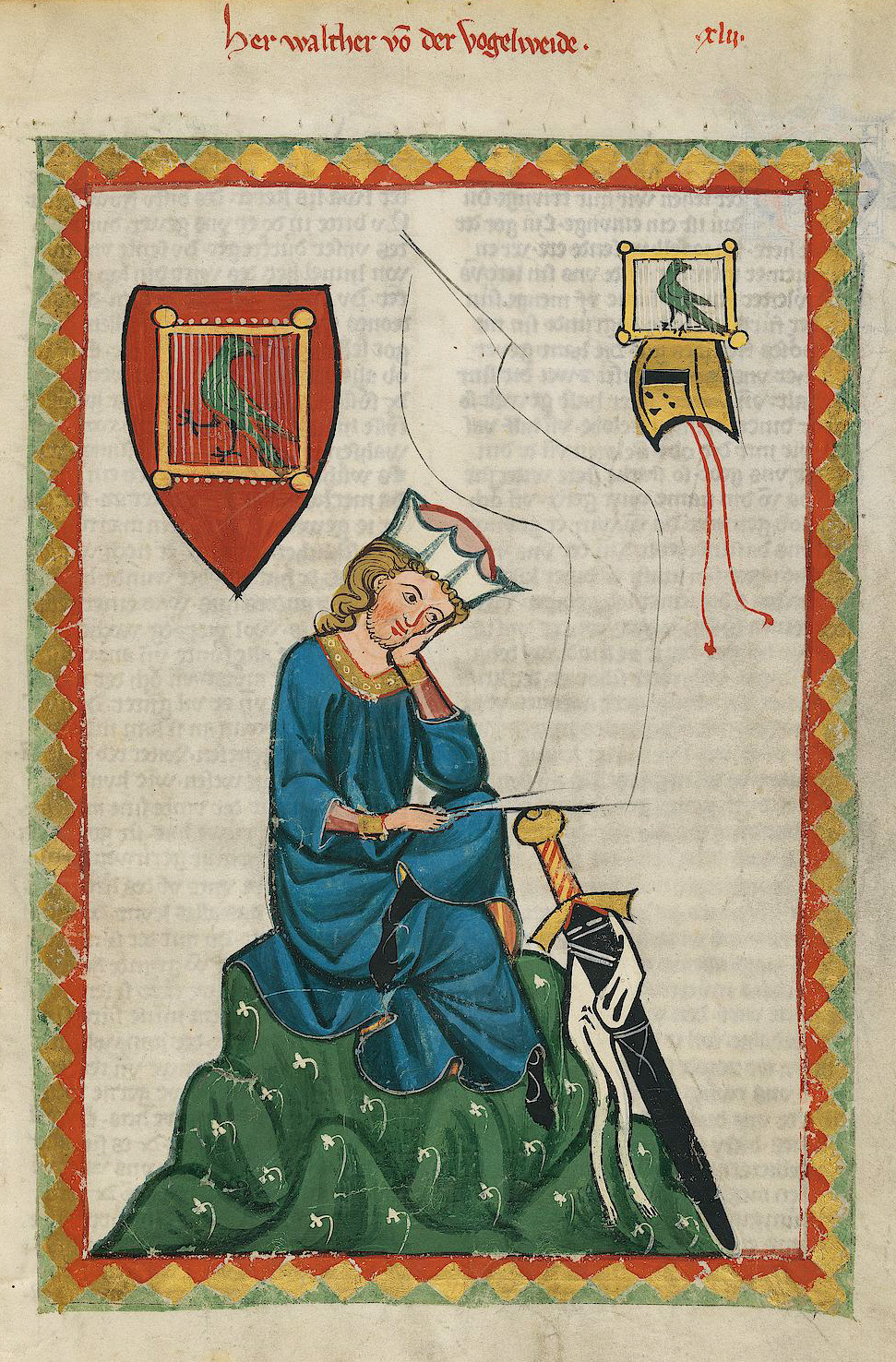
Мінезинг Вальтер фон дер Фоґельвайде з пісенника німецькою мовою Маненського кодексу(1300)року

В середньовіччі носіями світської музики в Швейцарії були мінезінгери, німецькі лірики-поети. Вони особливо прославились в XIII—XIV століттях.
В країні були популярними пісні мінезингерів Й. Халдауба, Б. Штайнмара, графа Вальтера фон Гомберга, У. фон Зінгерберга.
У XIV столітті демократизація країни сприяла розвитку національного музичного мистецтва. В той же час в Швейцарії розповсюдилося мистецтво провансальських трубадурів; були популярними духовні пісні німецького поета Генріха фон Лауфенберга. В XV столітті твори швейцарських композиторів вперше почали друкуватися в містах інших західно-європейських країн, зокрема у (Відні, Копенгагені та в інших містах Європи).

### XVI—XIX століття

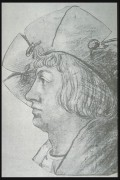
Швейцарський композитор Людвіг Зенфіл портрет створений приблизно у 1510 році

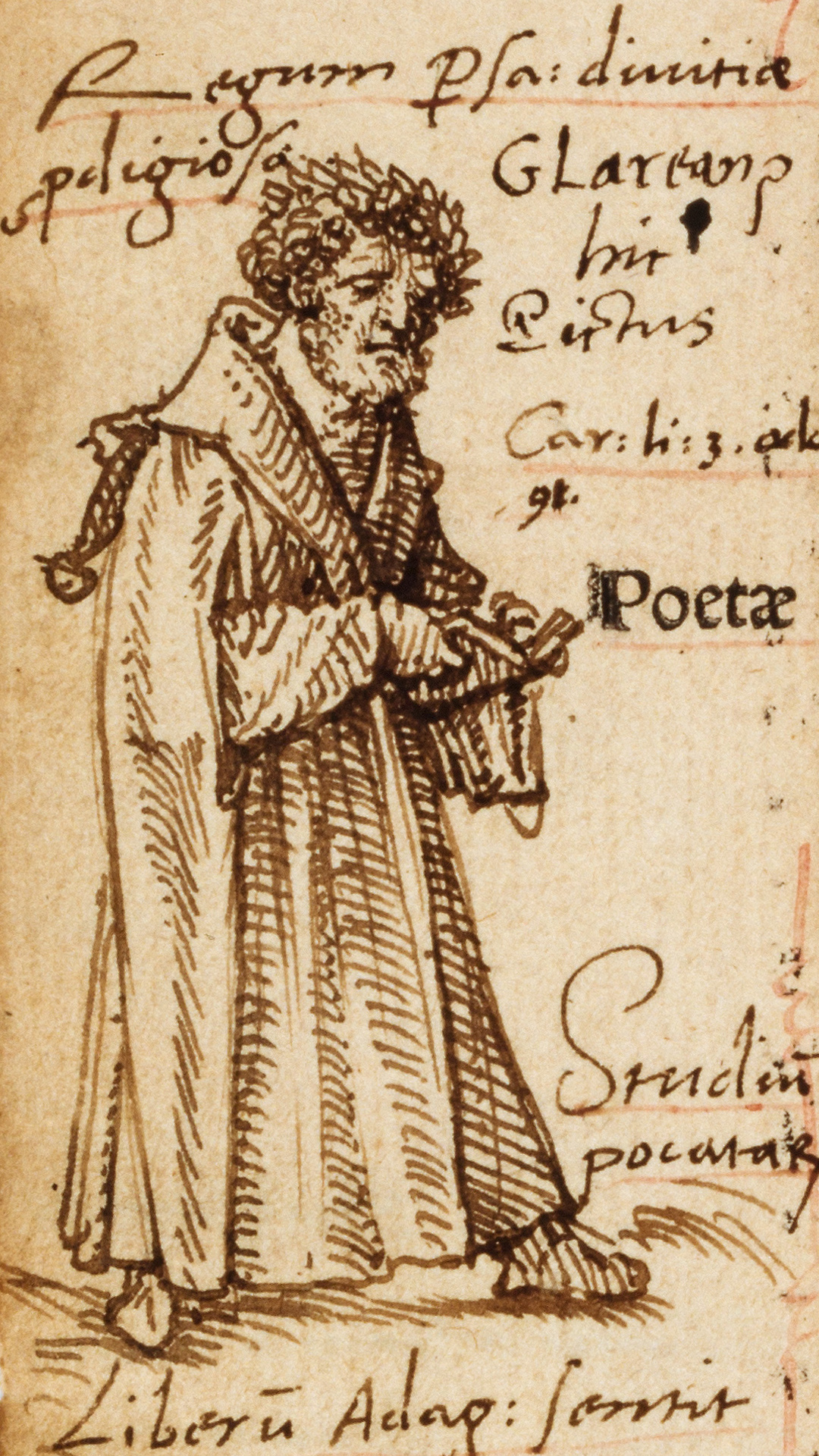
Філософ та гуманіст Генріх Глареан, малюнок зроблений Гансом Гольбейном Молодшим

В епоху Реформації в Швейцарії Було дуже добре розвинуте нотодрукування. В найбільших типографіях, до числа деяких належала типографія М. Апіаріуса в Берні, друкувалися твори швейцарських композиторів XVI століття. Дуже відомими музичними теоретиками XVI століття є Х. Котер (також композитор), який писав твори для органу в табулатурних записах, та філософ-гуманіст Генріх Глареан. Глареан написав трактат «Додекахордон» («Двенадцятиструник», 1547 р.), який майже повністю поміняв погляди на ладову систему, розширив ладову систему до 12 ладів (винайшов 4 нових лади). Великий вплив на подальший розвиток швейцарської музики вплинуло розповсюдження ідей гуманізму  під час перебування Еразма Ротердамського в Базелі.
Деякі з швейцарських композиторів XVI століття: Л. Зенфл, Л. Буржуа (один із тих, хто створив Женевський пластирт, майстер поліфонічного письмеництва), І. Ваненмахер, Г. Мейер (автор мотетів та світських пісень). Людвіг Зенфль створив багатоголосні мотети та пісні, був учнем  Генріка Ізака та його приємником на посаді придворного музиканта при дворі імператора
Максимілиана у Відні.
Його творчість високо оцінив Мартін Лютер.
Після реформації, яку провели в Швейцарії радикальні кальвіністи і яка тривала до початку XVII століття, іноземна музика підпадала під гоніння, Швейцарія опинилася в стороні від перетворень, які робилися в музичній культурі Італії, а потім і інших західно-європейських країн в XVI—XVII століттях. В результаті музичне мистецтво країни пішло у занепад. Швейцарські композитори, не бачачи для себе майбутнього на Батьківщині, їхали за кордон. Перші твори із закордонним впливом появились лише в 1628 році — твори І. Бенна. Після закінчення реформації кальвінистів в країні появились перші музичні організації — Колегіум музикум. Перше об'єднання Колегіум музикум появились в Цюриху в 1613 році та в Вінтертурі в 1629 році. Прославились композитори І. У. Зульцбергер та В. Молітор, які написали безліч світських багатоголосних творів.
В XVIII столітті композитори Швейцарії почали розвивати світські жанри інструментальної музики, на відміну від Зульцбергера та Молітора, які використовували світський жанр тільки у вокальних творах. Стали відомими тріо-сонати та увертюри Джовані Альбікастро.
Альбікастро надрукував 8 збірників своїх творів в Німеччині та Голландії в 1700—1706 роках. В XVIII столітті популярними були І. Бахофен (духовні кантати, п'єси для органу), органіст Ф. Мейер фон Шауензе (опер-буфа, зингшпілі, поставлені в Люцерні), педагог Й. Г. Еглі (п'єси для фортепіано). В 1788 році  в Цюриху вперше були поставлені опери; з 1820 року в Цюриху ставились сценічні твори швейцарських композиторів, в тому числі Г. Гьоца, а з 1834 роки їх почали ставити в Муніципальному театрі  в Базелі. В той час в Цюриху опери ставились постійно.

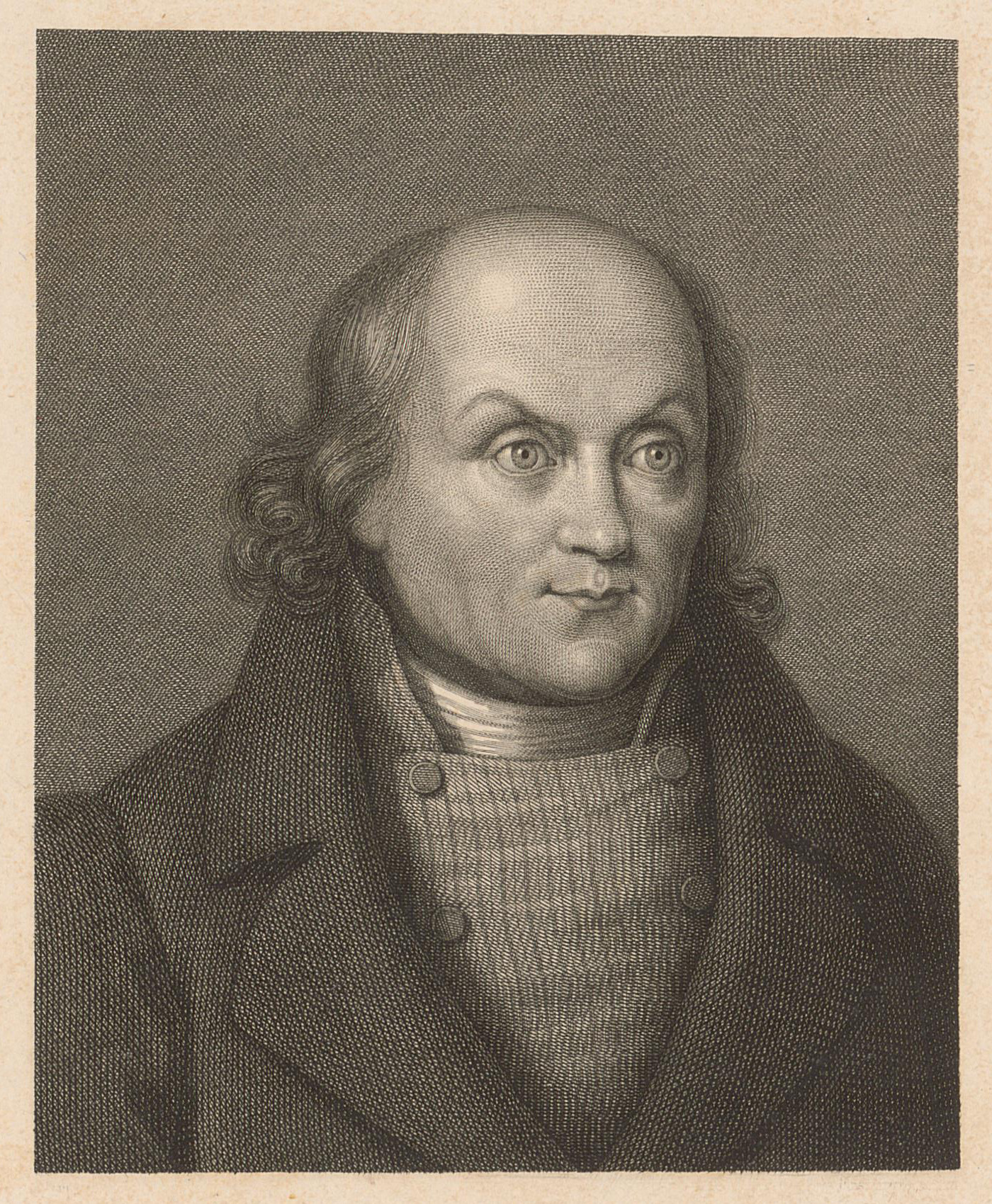
Ганс Георг Негелі, гравюра зроблена Мартіном Езліінгером, 1838

Наприкінці XVIII століття в країні виник  хоровий  рух під впливом ідей Жана-Жака Руссо та Йогана Песталоці. У всій країні популяризувалась народна музика, до хорового співу залучаються широкі версти населення, створювалися обробки народні мелодії, створювалися музичні школи та любительскі чоловічі хори (найбільші з них нараховували близько 600 людей). Під впливом педагогічних ідей Песталоцці розвивалась музична педагогіка. Відомий педагог та композитор Г. Г. Негелі видав свої праці, зокрема і «Навчання співу на основі принципів Песталоцці», «Лекції про музику, які розраховані на дилетантів», «Музичні таблиці для навчання співу в школах». Також він заснував своє видавництво та співочий інститут в Цюриху (в подальшому існував під назвою чоловічого хору Цюриху). В числі видатних музичних діячів початку XIX століття піаніст та композитор Ф. К. Шнідер фон Вартензе (опера, симфонія, ораторії, написав книгу «Система ритміки»), композитор Ф. Т. Фреліх (хорові твори, близько 150 пісень), піаніст та композитор В. Баумгартнер (друг Ріхарда Вагнера, музичний директор Цюрихського інституту).
Відомі музичні знавці: Матіс Люсі, який написав теорію ритму та вчення про акцентуацію, та А. Дешевран — дослідник григоріанського співу.
Деякі швейцарські музиканти навчались та були особисто знайомі із найвидатнішими композиторами тогочасної Європи. Наприклад, піаніст Ш. С. Бові-Лісберг був учнем  Шопена, а Г. Вебер був учнем Карла Таузіга. Цей фактор своєю чергою сприяв розвитку швейцарської музики.

В XIX столітті  музичне життя у всіх містах Швейцарії розвивалось рівномірно, тому ні одне з міст не висувалося як музичний центр країни. По всій країні, включаючи невеликі міста, виникали музичні колективи: професіональні та аматорські хори, симфонічні оркестри. В 1835 році меценатом Франсуа Бартолоні в Женеві була заснована Женевська консерваторія, найстарша з консерваторій Швейцарії.

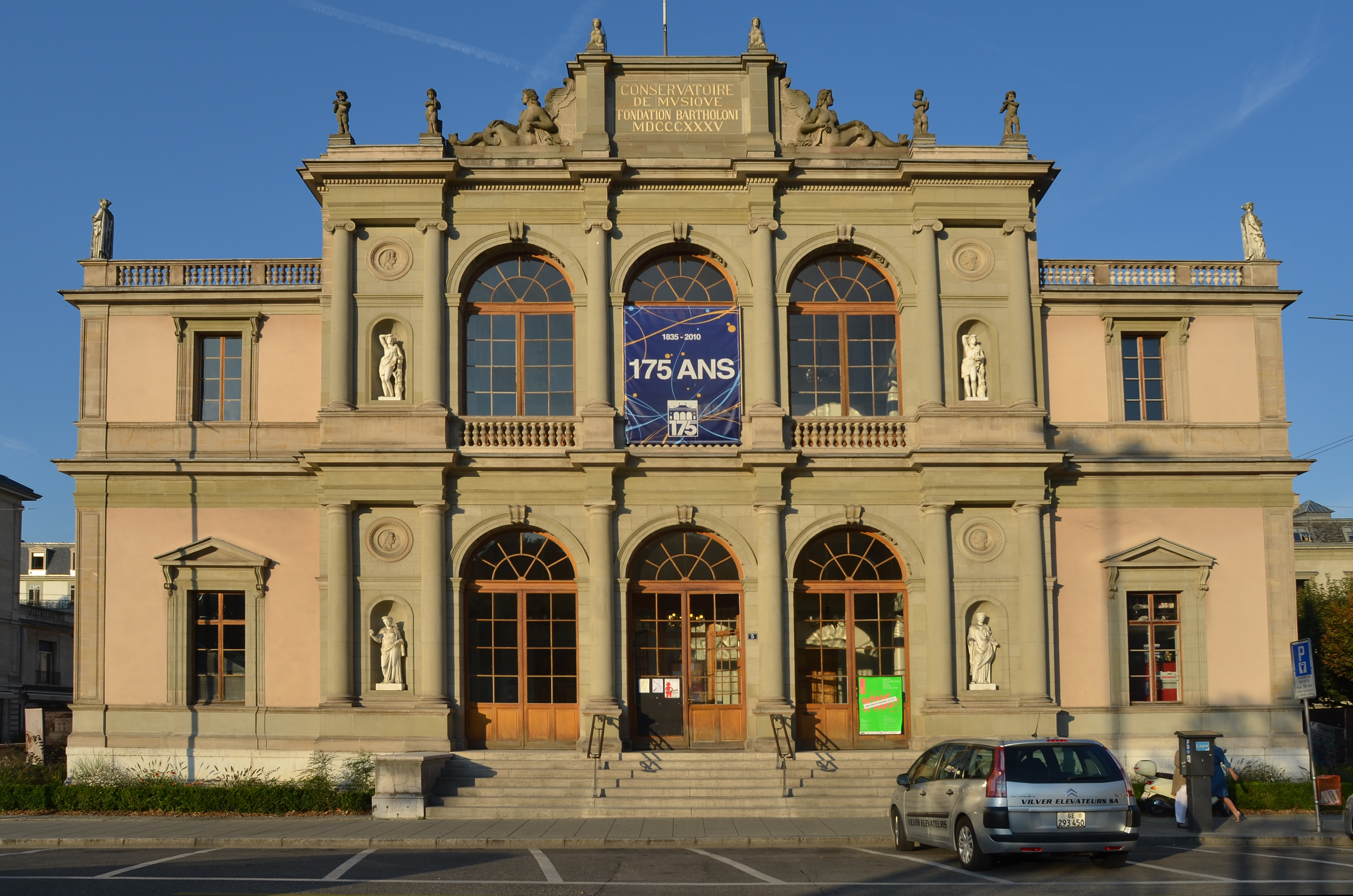
Східний фасад женевської консерваторії

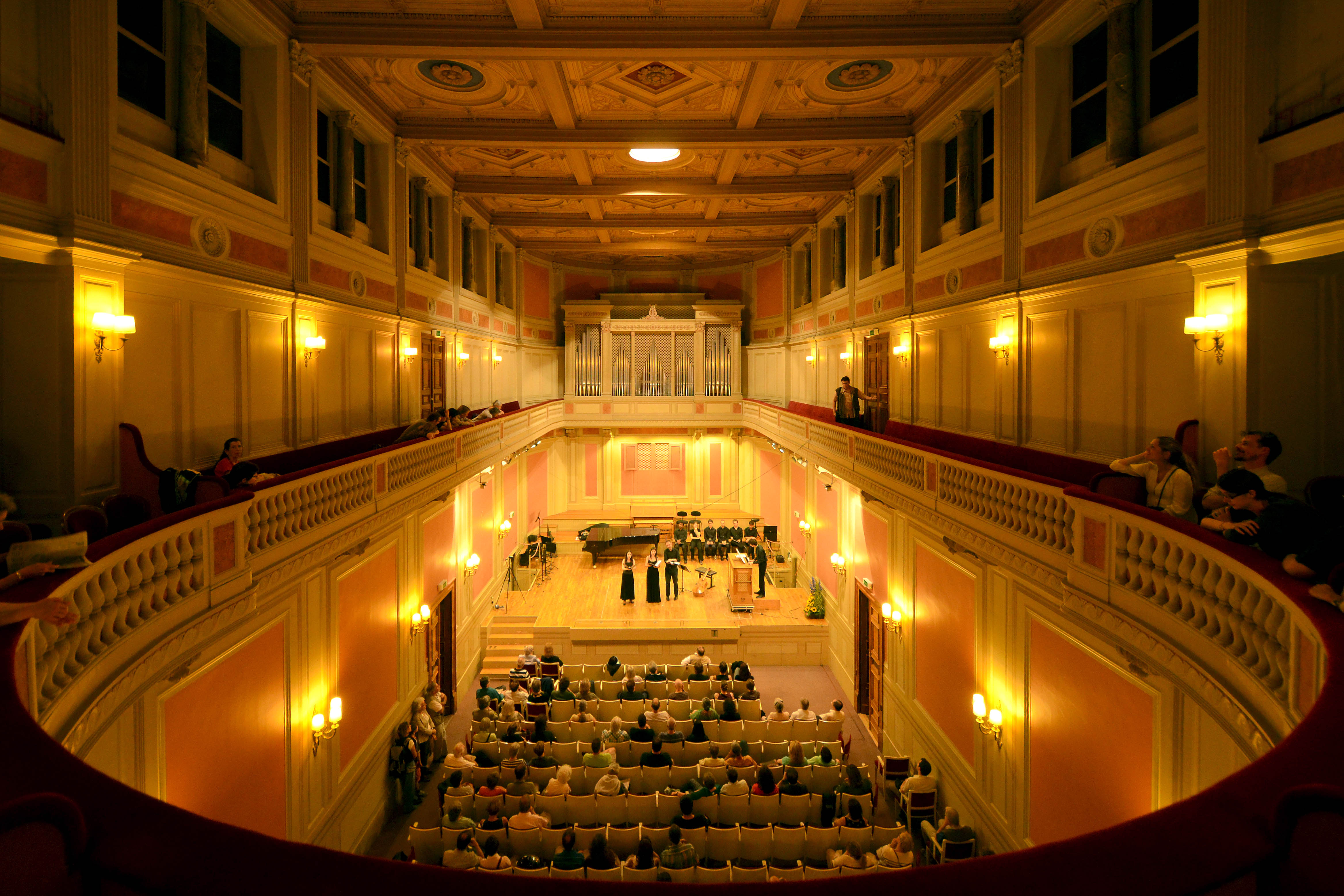
Інтер'єр женевської консерваторії

Найбільшим симфонічним оркестром був Цюрихський (заснований в 1862 році). Музична культура в німецьких кантонах була тісно пов'язана із німецькою культурою; в Німеччині отримували освіту багато швейцарських музикантів (наприклад І. Рафф); в розвиток швейцарської музики вносили свій вклад деякі німецькі композитори: Ф. Абт (в 1841—1852 керував оркестром в Цюриху), Т. Кірхнер (поселився в Швейцарії з 1843 року), Г. Гьоц та інші.
Велику роль у розвитку музики Швейцарії зіграв Ріхард Вагнер, який в 1849—58 роках он проживав у Швейцарії. В 1850—53 роках він диригував на спектаклях та на симфонічних концертах, які ставилися в Цюрихському театрі, сам поставив спектакль «Летючий голландець» в Цюриху (1852), Лозанні, Женеві. Твори Вагнера складали основну частину репертуару Цюрихського театру в XIX столітті.

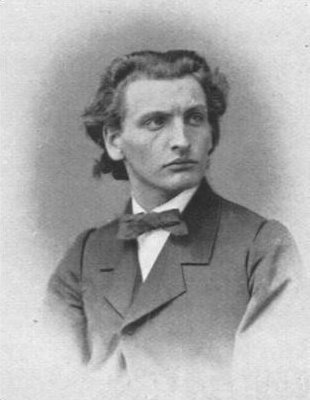
Композитор Фрідріх Хегар

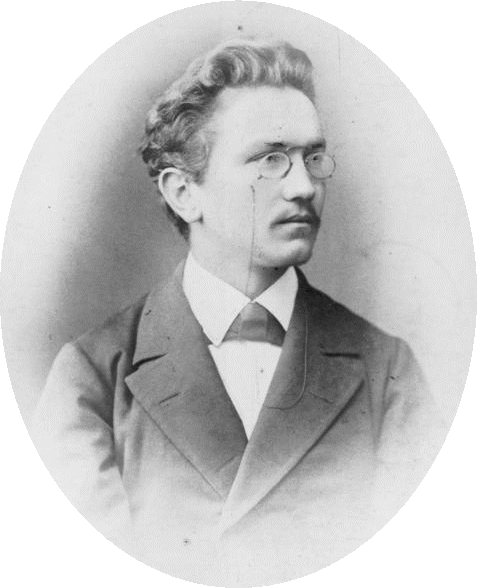
Композитор Ганс Губер.

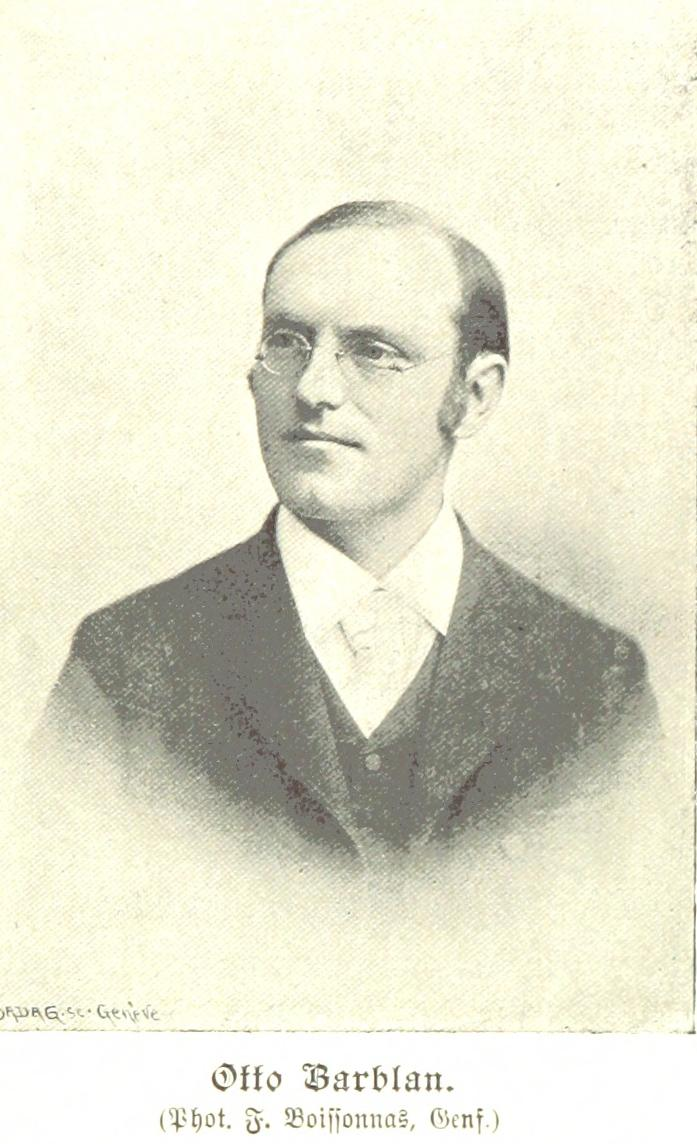
Отто Барблан

Найвизначнішими швейцарськими композиторами кінця XIX — початку XX століть були: Фрідріх Хегар, Ганс Губер, Отто Барблан (патріотичні пісні, був учнем Антона Брукнера), Ф. Клозе (музична  «Ільзебіль», ораторія «Солнячний дух»), І. Лаубер. Фрідрих Хегар заснував змішаний хор (1864), музичну школу (1876), яка стала в 1907 році консерваторією (академія); керував нею до 1914 року. Хубер був директором Базельської музичної академії, написав безліч творів для фортепіано в дусі Ференца Ліста.

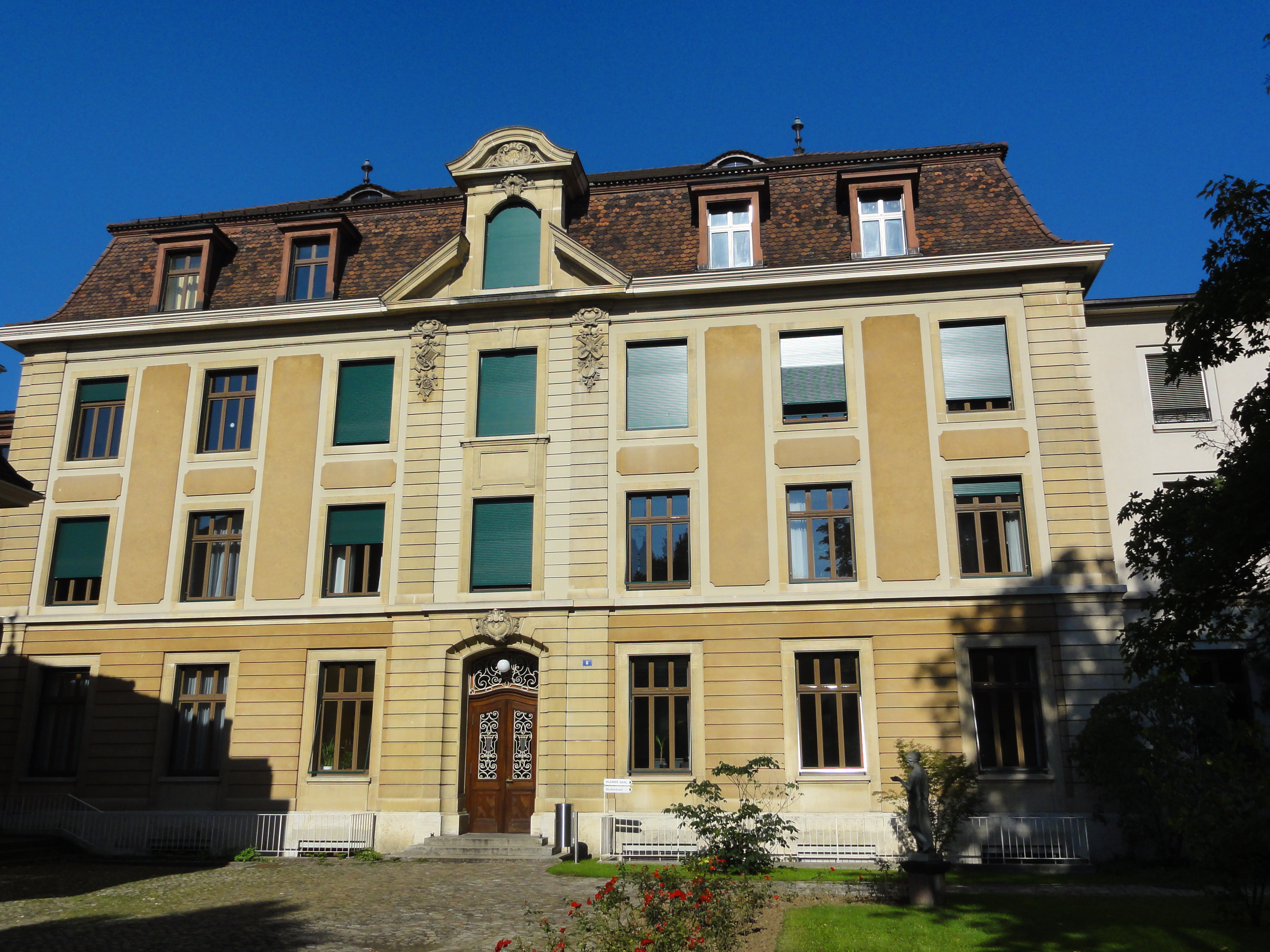
Базельська Музична академія

В 1861 році був заснований перший музичний журнал в країні «Schweizerisches Sängerblatt», який видавався в Берні до 1878 року.
В 1879 році був створений другий музичний журнал країни-«Schweizerische Musikzeitung und Sängerblatt».

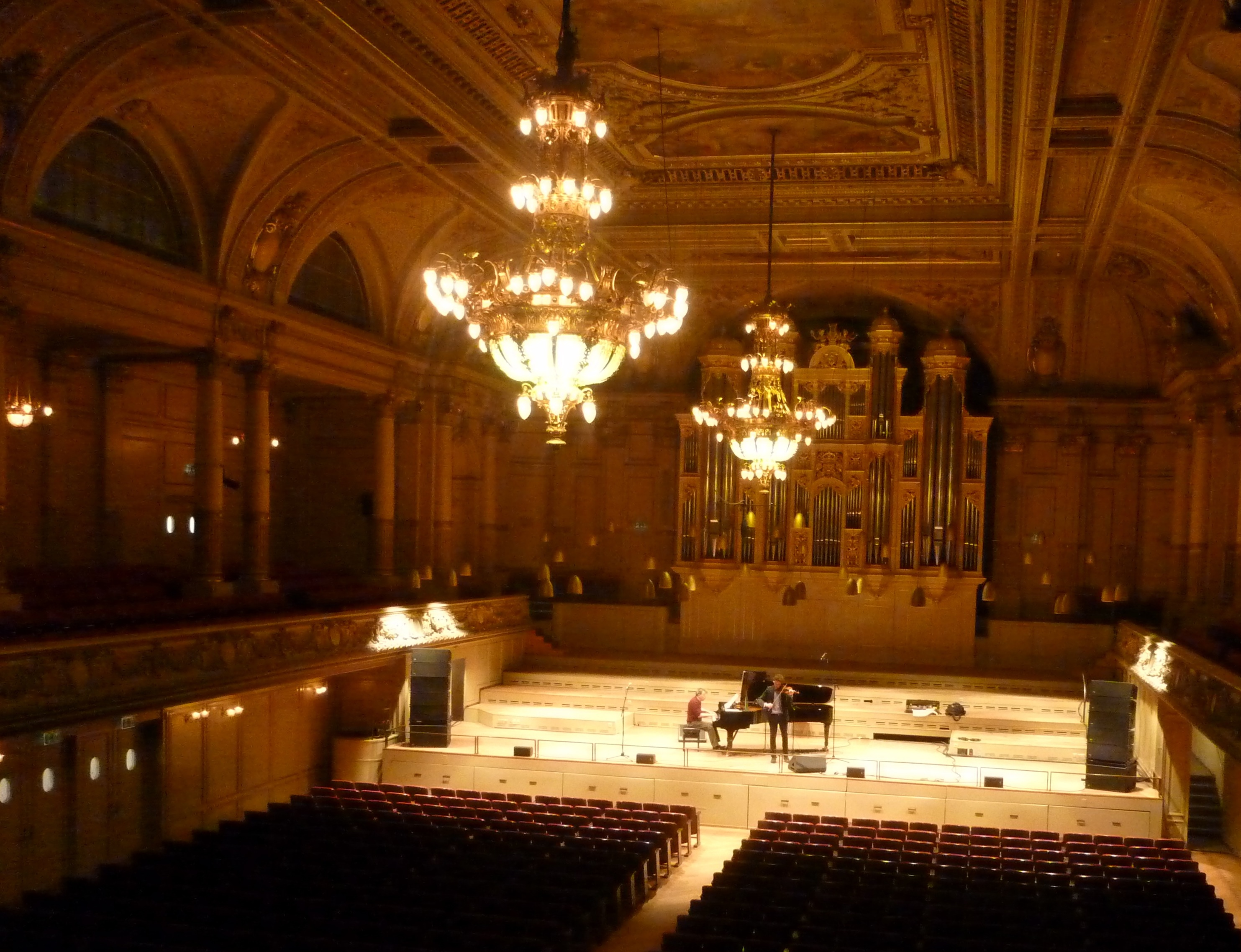
Оркестрова Зала Оркестру Тонгале в Цюриху

В 1868 році диригент та скрипаль Ф. Хегар заснував Оркестр Тонгале, а в 1877 році був заснований Бернський симфонічний оркестр.

### Класична музика
На початку XX століття в країні виділились прихильники німецької, французької та італійської музичних культур. Музична суспільство країни розпалось на три табори.

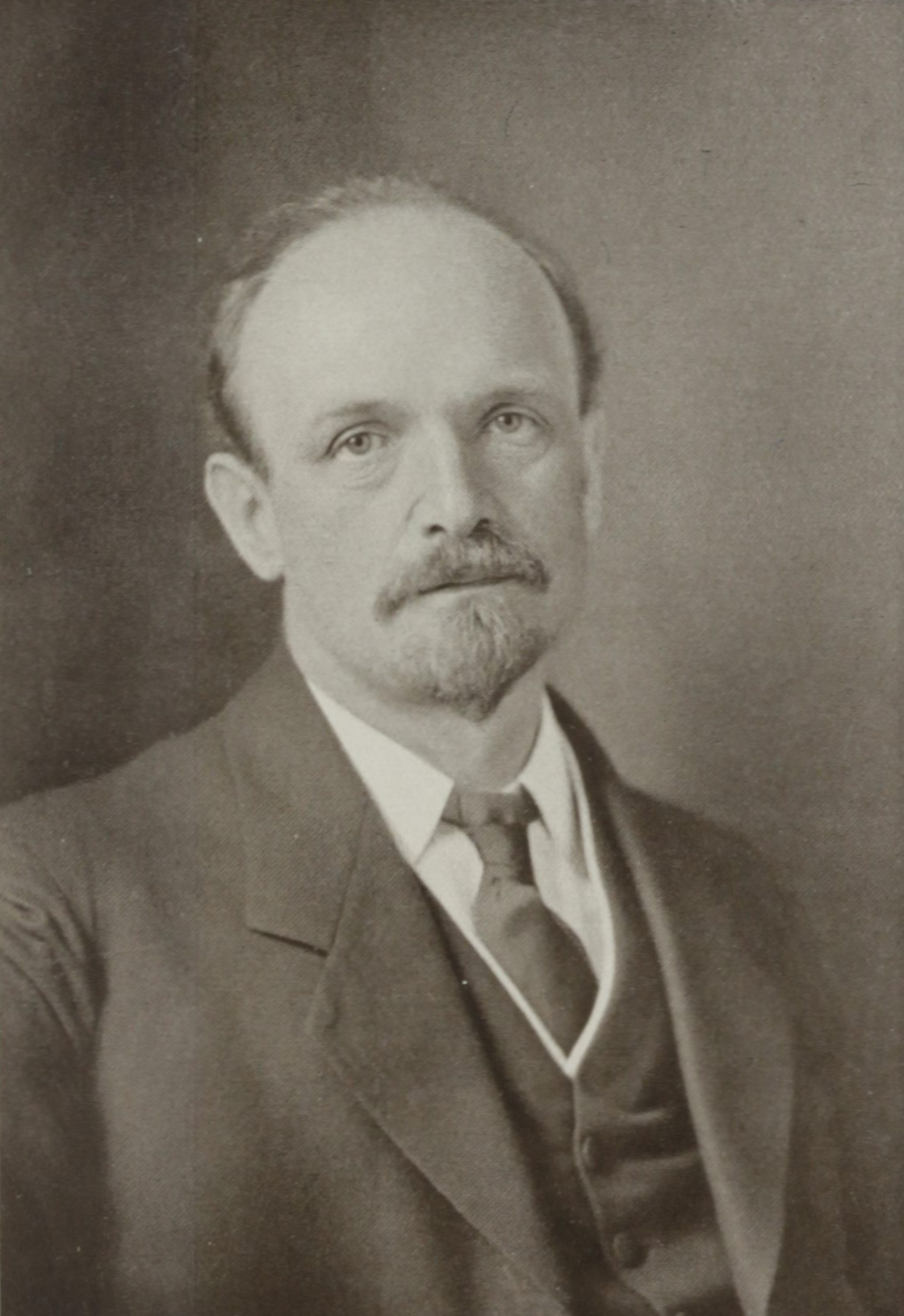
Герман Пітер у 1920-х

Серед тих хто творив спираючись на німецьку музичну традицію були Отамар Шєк (опери, інструментальні та хорові твори, писав під впливом композиторів Шумана та Вкльфа), Герман Зутер (ораторії, симфонії), Ф. Андре, В. Курвуазьє, Г. Песталоцці, Ф. Врун, К. Бек (6 симфоній, 2 кантати, концерти), Г. Хіллер, В. Фогель, А. Метінгер, Т. Кельтерборн, В. Буркхард, Т. Зутер, Ж. Вільдбергер.
Традицій французької музики дотримувалися педагог та композитор Еміль Жак-Далькроз, засновник системи музично-ритмічного виховання, яке отримало популярність в 1920—их в Європі та США; заснував в Женеві інститут, в якому викладав із 1915 року. Інші композитори «французької» Швейцарії: Г. Доре (опери, пісні, хори), який також був виразником романської культури в музиці, Анрі Ганьєбен (директор Женевської консерваторії в 1925—57 роках), Ф. Мартен (в його творчості проявилось змішання традицій Р. Вагнера, Р. Штрауса), Ж. Ф. Цбінден, А. Ф. Марескотті, Т. Ваутас.
Представниками романських та італійських музичних традицій в швейцарській музиці були: Р. д'Алессандро, О. Нуссіо (учень О. Респігі), К. Ф. Семіни, Г. Жіюфре, Г. Зутермейстер (опера «Чорний паук», пісні, пов'язані із традиціями Верді, Пучіні, Р. Штрауса).

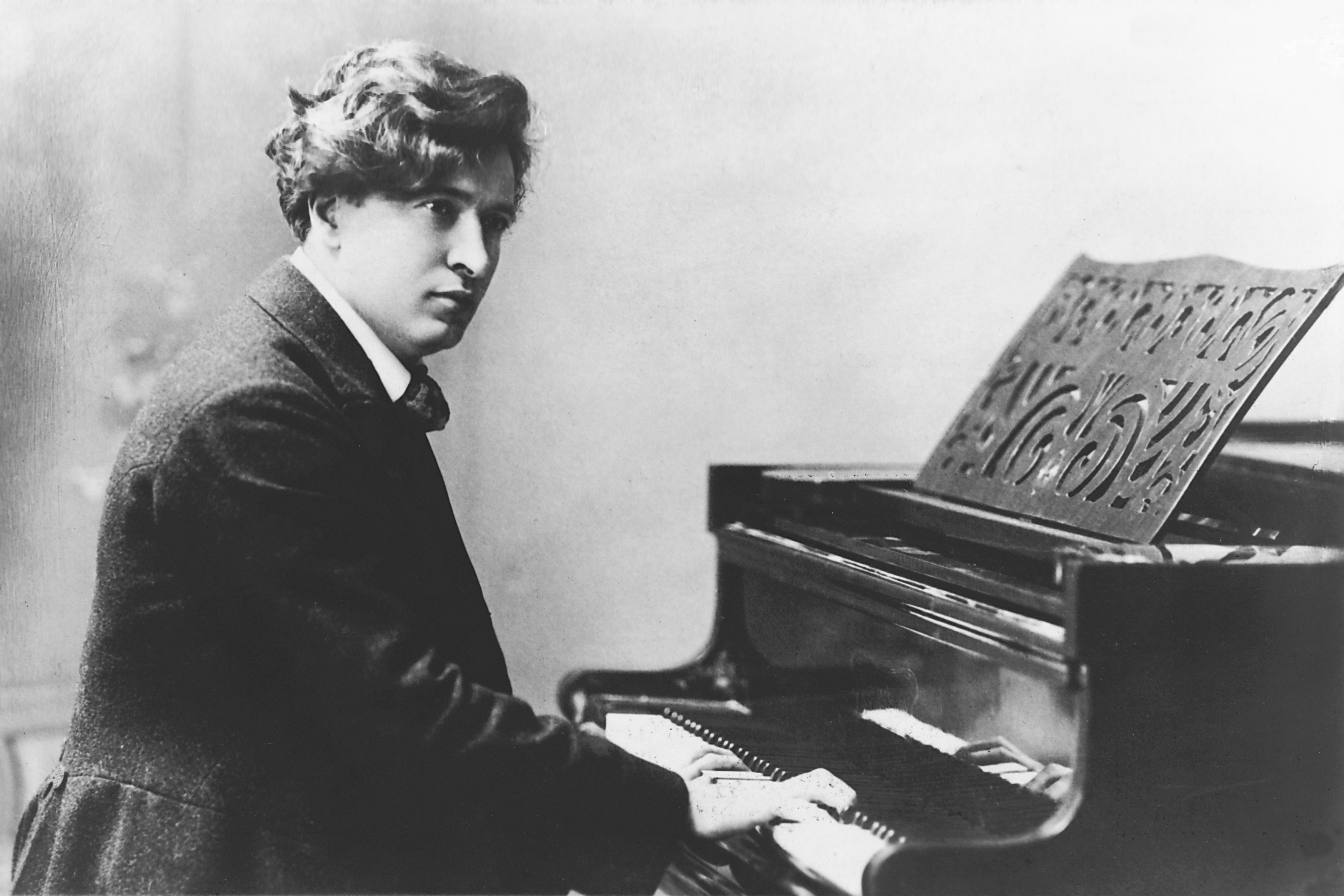
Бузоні за роялем. Італійський композитор Феручо Бузоні певний час прожив на території Швейцарії, відмовляючись жити в країнах, які воювали під час Першій Світовій війні

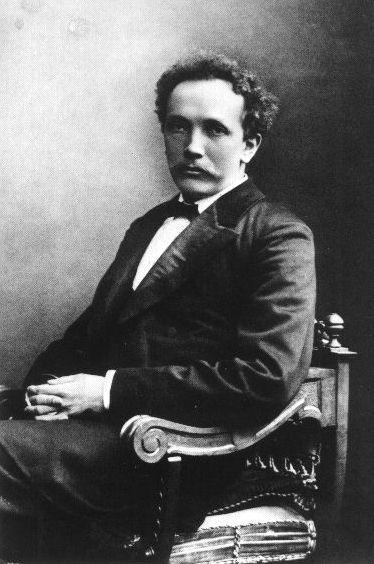
Ріхард Штраус фото 1909 року. Останні роки свого життя Штраус прожив у Швейцарії.

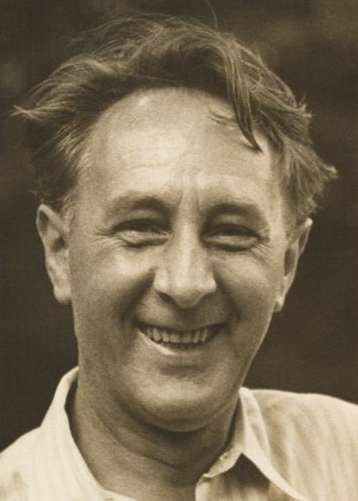
Богуслав Мартіня фотографі 1942 року. Цей видатний чеський композитор, який є автором 400 творів, останні роки свого життя прожив у Швейцарії та помер у містечку Лішталь.

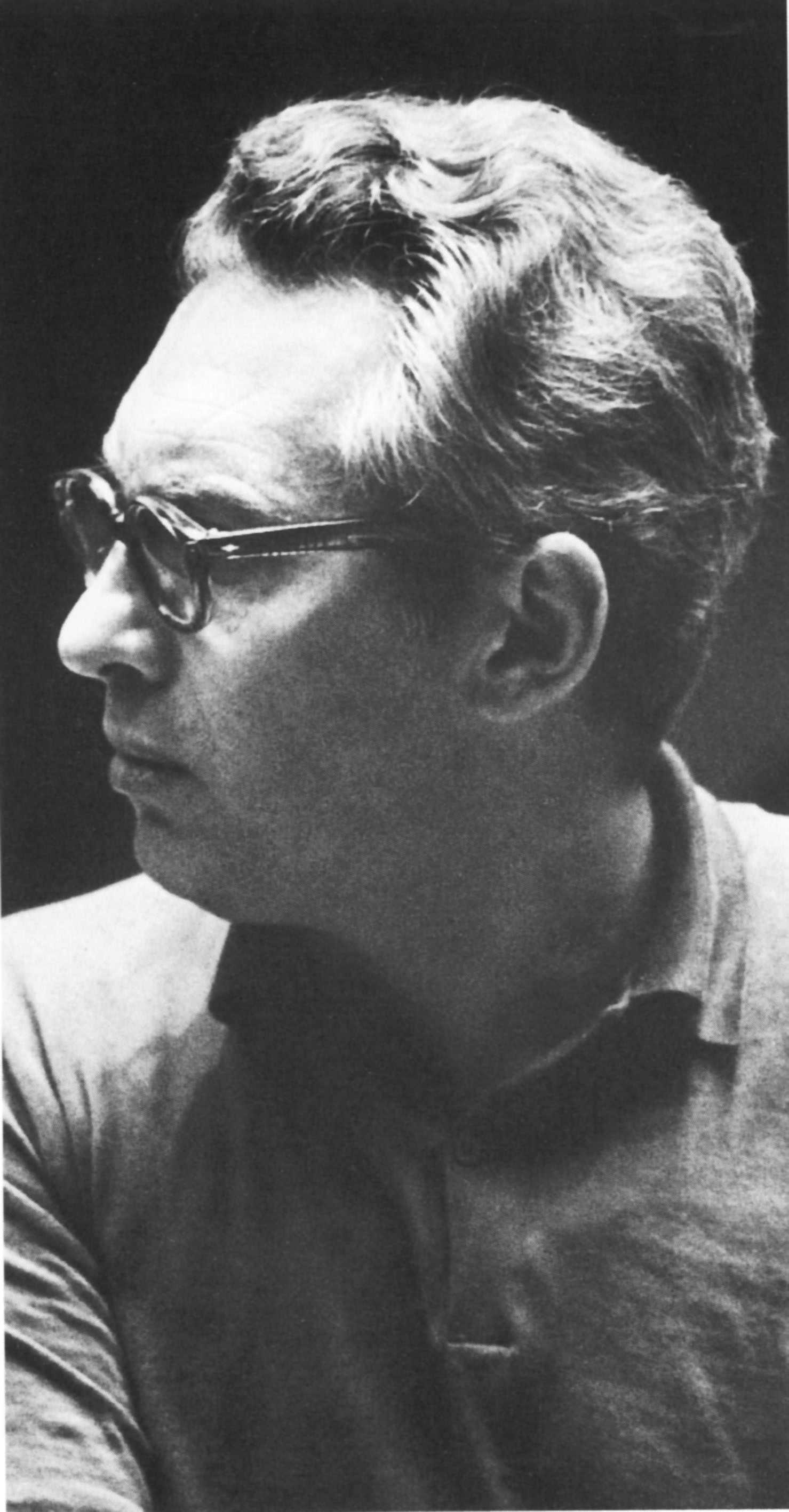
Веде Газа у 1966 році

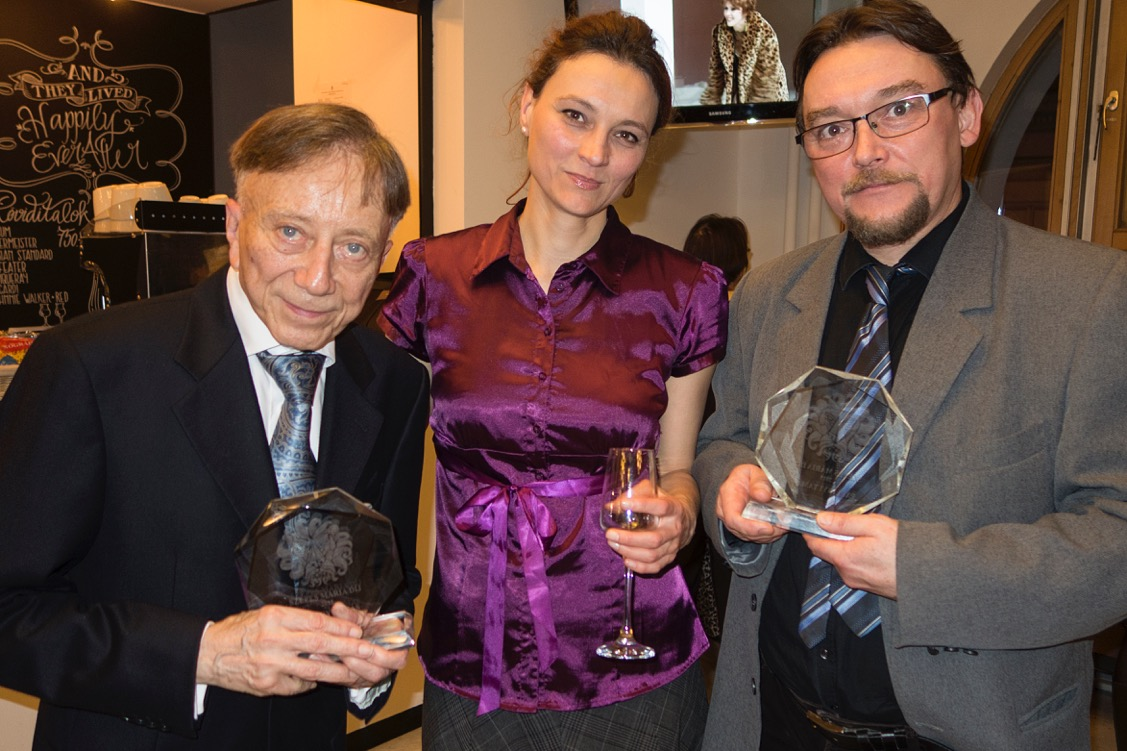
Угорський композитор Томас Варшаві

З 1910-х років рівень швейцарської музики значно виріс завдяки перебуванню в нейтральній Швейцарії відомих композиторів під час світових війн. В їх числі — І. Ф. Стравинський (1914—18[17]), який написав у Швейцарії «Весільну» та «Історію солдата», які виконувалися тут під керівництвом Ернеста Ансерме, на його честь названо концертний зал в Монтрі;Ф. Бузоні (1915—20); Е. Леві (1916—1920; Філіп Ярнах (1918—21); С. В. Рахманінов (1932—39); Герман Шерхен (1933—66, з перервами); Ріхард Штраус (кінець 1940-х), П. Гіндеміт (1953—63), Е Петрі (1957—62), Б. Мартіну (кінець 1950-х). Під час війни та після неї жили в Швейцарії та емігрували, зокрема зарубіжні виконавці ― Геза Анда, Тамаш Вашарі та інші.
Відомий диригент Ернест Ансерме, засновник Романського оркестру в Женеві (1918), та Ернест Блох, родом із Женеви, який жив у США та провів в Швейцарії 10 років; серед модерністів: Армін Шиблер, який перейшов від неокласицизму до додекафонії та Рольф Ліберман, який писав під впливом авангардизму. Ліберман та Зутермейстер під впливом Фогеля звернулися до серійної техніки. Відомий швейцарський композитор початку XX століття — Артюр Онеґґер. Писав опери (найвідоміша з них — «Юдиф», 1925), кантати, симфонічні поеми. Із 1920 року був одним із членів французької «Шістки. Серед інших композиторів — П. Мюллер-Цюрих, Р. Обусьє, В. Грезер, К. Регамей, Е. Стемпфлі.
В той ж період розвивалось музичне вчення. Швейцарські музикознавці початку XX століття: Р. А. Моозер (ряд робіт про музику), К. Неф („Історія західно-європейської музики“), Е. Бернуллі, Ж. Хандшин, Ж. Обер. Поряд з ними в країні працювали австрійські та німецькі музичні теоретики Е. Курт, К. Г. Феллерер, П. Вагнер та інші. У 30—40-х роках в Швейцарії працювали музикознавці: В. Меріан, М. Фер, А. Е. Шербюлье.

В музичних творах 20—30-х років відчувається змішання німецького романтизму та французького імпресіонізму. Це явище особливо типово для творів Ф. Мартена. Розвивається і народна музика, композитори змішують народну музику з іншими жанрами, наприклад Ф. Ліхт, а американський співак в стилі кантрі Джиммі Роджерс засновує жанр блюз-йодль — сплав блюзу та йодлю. Було створено декілька симфонічних та камерних оркестрів (Оркестр італійської Швейцарії в 1933 році Л. Казелой, Лозаннський камерний оркестр в 1942 році В. Дезарзаном, Цюрихський камерний оркестр в 1945 році Е. де Штуцем). Після закінчення Другої світової війни розвинулись культурні зв'язки із іншими країнами, в Швейцарії зосередилися багато міжнародних музичних організацій: Європейська асоціація музичних фестивалів в Женеві, Міжнародна федерація музикантів в Цюриху, Міжнародна музикознавче товариство в Базелі, засноване там ж в 1927 році). Серед швейцарських музичних організацій були Асоціація швейцарських композиторів, Союз швейцарських музикантів (з 1900 року), Швейцарське об'єднання виконавців, Швейцарський музична рада (з 1964 року), яка входить в Міжнародний музичну раду при ЮНЕСКО та координує музичне життя країни.

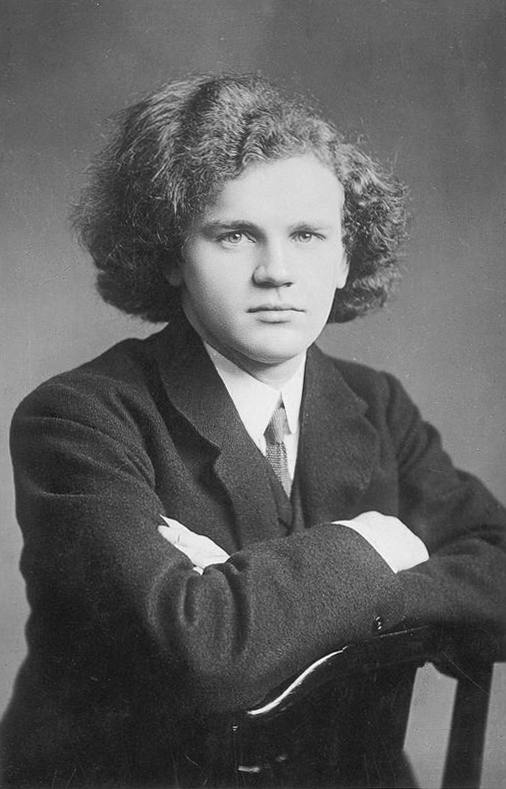
Вільгельм Бакхауз, 1907 рік

В 1950—1960-х роках композитори шукали нові виразні форми. Багато з них створювалися в традиційній формі та експериментували в техніці виконання. В їх числі А. Шиблер, Дж. Дж. Енглерт, Р. Штурценеггер, Ж. Вільдбергер, Р. Кельтерборн та інші. Виконувались експериментальні твори Ю. Віттенбаха, П. Марьєтана, Х. У. Лемана, У. П. Шнайдера, Р. Мозера.
В 1960—70—их роках в музиці швейцарських композиторів помітно відчувається вплив К. Штокхаузена та В. Булеза. Багато швейцарських композиторів навчились в Танглвуді та Донауешингу, де отримали поняття про сучасну музику. У багатьох містах почали проводитися музичні фестивалі та симпозіуми, в тому числі фестиваль Ієгуди Менухіна в Гштаді, джазовий фестиваль в Монтрі, Баховсткий конкурс в Цюриху, Міжнародний конкурс виконавців в Женеві (з 1939 року), конкурс скрипалів в Районі (в рамках фестивалю Т. Варги).
Серед відомих швейцарських виконавців XX століття ― піаністи Е. Фішер, В. Бакхауз, А. Корто, органісти О. Барблан (органіст церкви Святого Петра в 1892—1938 ррках), Б. Рейшель, Г. Функ, Е. Кауфман; скрипалі П. Копачинська, А. Пошон (учень Е. Блоха), Г. Шнеєбергер (лауреат Премії Роберта Шумана 1995 року); віолончелісти Д. Маркевич, И. Хегар (хресний син І. Брамса) та Е. Хегар; виконавці на духових інструментах ― П.-Л. Граф (флейта), Х. Холігер (гобой, лауреат Міжнародного конкурсу в Женеві 1959 року, також композитор, автор експериментальних творів), Т. Фільмі та Е. Бруннер (кларнет) та інші.
В середині 70—их в Швейцарії існувало 10 симфонічних оркестрів, найбільшими із яких є оркестр Романської Швейцарії, нові симфонічні оркестри Швейцарії — Більський симфонічний оркестр (1969) та оркестр „Базельська синфонієта“ (1980). Серед камерних оркестрів — Цюрихський, Лозаннський, Люцернський и Базельский (заснований в 1926 році) камерні оркестри. Базельський оркестр пропагандує сучасну музику. Також існує безліч інструментальних ансамблів (Бернський квартет „Нові горизонти“, базельський „Флонцелай-квартет“) та хорів (цюрихський Баховський хор, Бернський камерний хор та вокальний ансамбль „Енгадінер канторай“, співочий союз Швейцарії, Швейцарський союз робітничих співаків). Була популярна церковна музика, серед найпопулярніших церковних музичних колективів — церковні хори при кафедральних соборах в Базелі, Женеві, Лозанні.
В Швейцарії розвинулось музичне навчання, на момент 1970-х в країні було 9 консерваторій: в Базелі, Берні, Лозанні, Люцерні, Винтертурі, Фрибурі, Женеві, Невшателі, Цюриху. Консерваторії Цюриху та Женеви були відомими через свою методику навчання. В інших містах було багато церковних та міських(світських) музичних шкіл.

## Танці

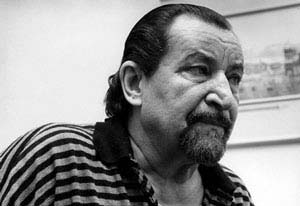
Моріс Бежар (1988)

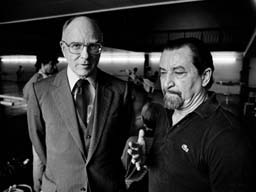
Філіп Брауншвейгський та Моріс Бежар у 1988

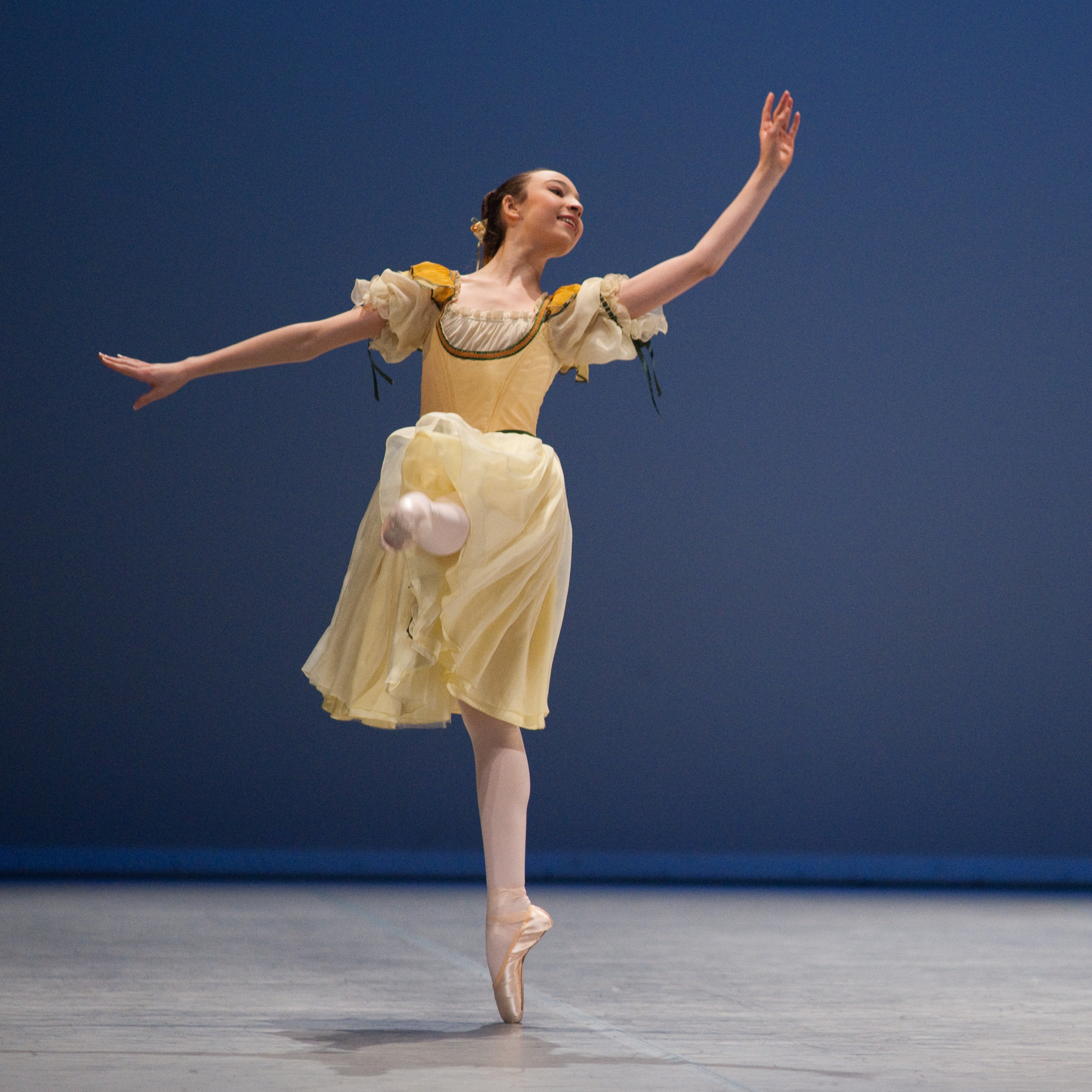
Олександра Валаваніс, яка танцює різновид балету під назвою копелія та яка отримала приз балетного конкурсу „Лозанна 2010“, як краща швейцарська представниця

Серед популярних в Швейцарії танців варто відмітити— „пташину“ польку та різноманітні хороводи. Також розвинутий балет; в деяких містах, зокрема в Цюриху, Базелі та в Женеві є балетні трупи, в їх числі танцювальна трупа Моріса Бежара, який переїхав 1987 року з Брюсселя до Лозани. Бежар заснував у Лозані танцювальну школу та компанію „Béjart Ballet“.
Щорічно в Швейцарії відбуваються народні фестивалі танців. Із січня 1973 року в Лозанні проходить один з найпрестижніших балетних конкурсів світу „Приз Лозани“, заснований промисловцем Філіпом та Ельвірою Брауншвейськими та Розелою Хайтауер. В різний час цей конкурс також проводився в інших містах (Нью-Йорк у 1985,Токіо у 1989, Москві у 1995 роках).

## Фолк музика

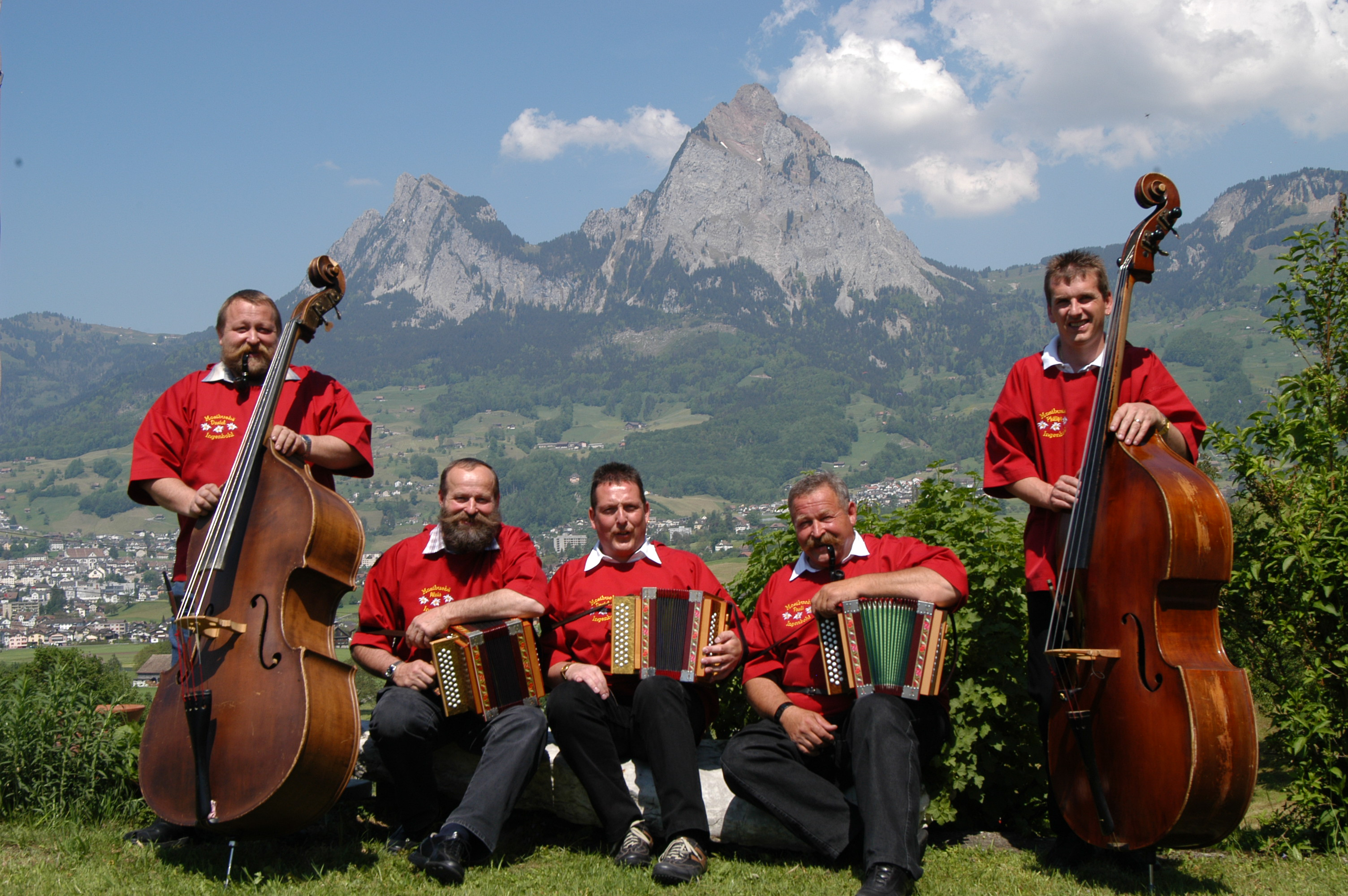
Квартет виконавців сидить із швейцарськими акордеонами та контрабасами

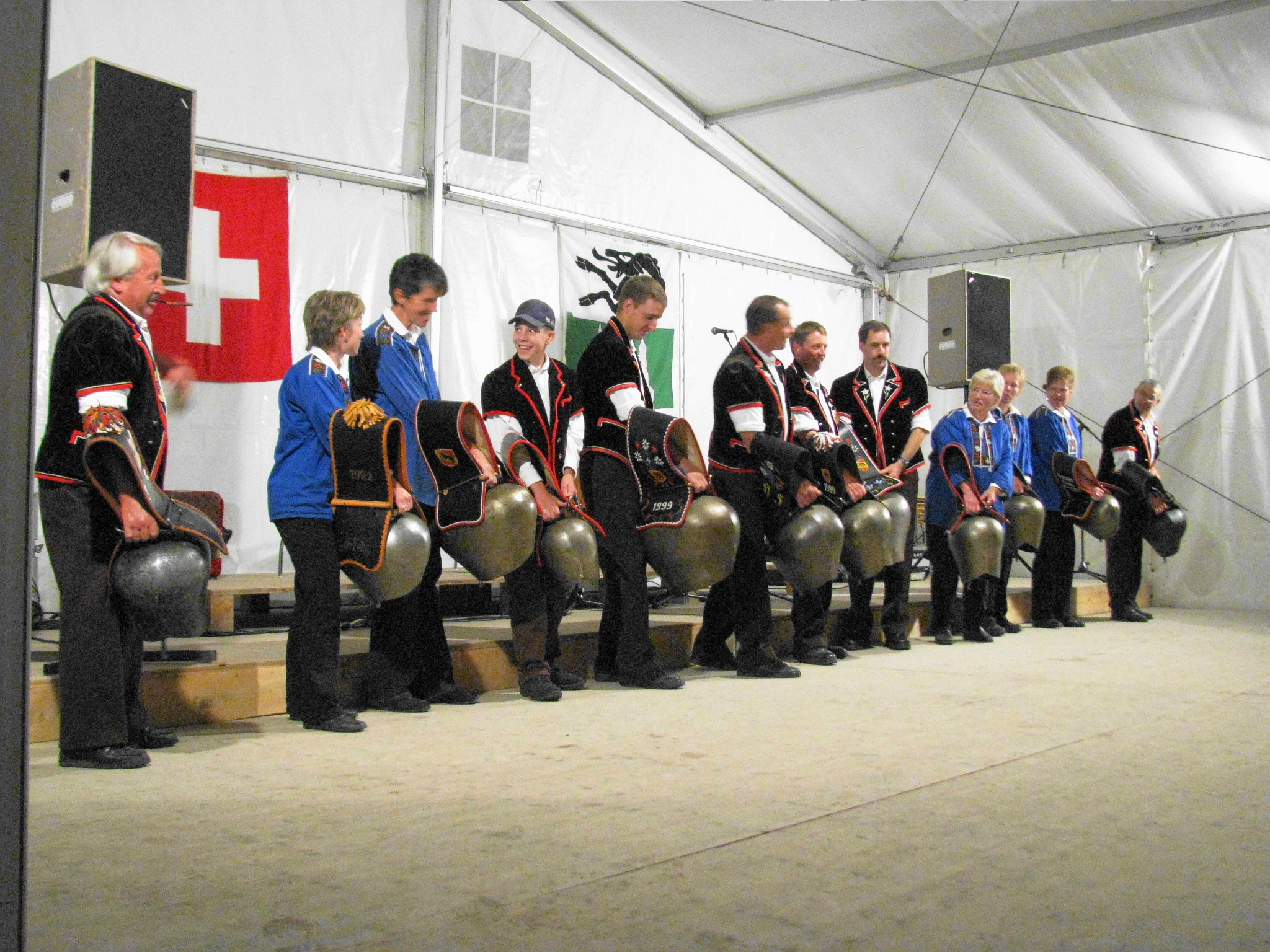
Так звані „Дзвіночники“

Народна музика Швейцарії має довгу історію, проте через брак детальних записів про неї міститься мало відомостей. Тому швейцарська народна музика до XIX століття є недостатньо вивчена. Сьогодні знайдено деякі табулатури для лютні із 16-го століття, які були реконструйовані та показують як виглядають справжні інструментальні механізми; однак основним джерелом інформації для вивчення швейцарської музики є колекція народних пісень 19-го століття яку створив музикознавець Ханні Крістена. Одним з найстаріших прикладів народної музики була швейцарська пісня „Kühreihen“. Ця сільськогосподарська альпійська пісня написана в лідійському ладі. Традиційними інструментами включали альпгорн є цимбали, фейф (нім: Pfeife), колісна ліра,кастаньєти, ребек, волинка, цистра і шоломія.
На початку 19-го століття швейцарську народна музика переважно виконували ансамблі, що складалися з мандрівних музикантів та сольних артистів, інколи з дуетами які використовували музичні інструменти. У 1830-х роках швейцарська армія була реорганізована, що призвело до утворення духових оркестрів, які почали використовували сучасні інструменти. Ці інструменти, переважно були виготовлені з латуні та були духовими.
Ці інструменти були виготовлені з набагато кращих інструментів, ніж ті, котрі використовували народні музиканти. Коли музиканти з духових оркестрів повернулися з цими інструментами до своїх сіл, вони об'єдналися у різні ансамблі, які грали танцювальну музику на фестивалях та інших святах. Вони виконували різні танцювальні стилі включали шотіш,
мазурку, вальси та
польку. 1829 року був винайдений у Відні акордеон, і використання цього інструменту поширилося по всій Швейцарії до 1836 року. Акордеон був популярним, оскільки на ньому було порівняно легко грати і його того, дешево придбати, щоб грати на ньому було потрібно тільки одного музиканта, що міг виконувати мелодію та супровід до неї. До 1850-х років 60-х років акордеон був невіддільною частиною швейцарської народної музики, а напівпрофесійні ансамблі з'являлися на великих сценах, особливо часто його використовували на соціальних танцях. Поряд з духовими інтрументами з'явилися струнні інструменти, такі як скрипка та контрабас. Нові контрабаси
незабаром став витісняти старші духовні інструменти.
Після Першої світової війни Швейцарія стала ще урбанізованішою країною, а музичні центри перемістилася в такі міста, як Цюрих. Сільська народна музика стала найпопулярнішим напрямом у музиці серед аудиторії середнього класу, а такі музиканти, як Джозеф Стокер („Штокер Сепп“), стали відомі по всій країні. Стокер знав, що його аудиторія любила екзотичну привабливість сільської музики, і тому він одягав традиційні костюми родом з кантону Унтервальден для своєї групи. Це був початок ландер-музики. У міських районах Швейцарії народна музика почала змішуватися з новими стилями, такими як джаз і фокстрот, а саксофон замінив кларнет. Починаючи з 1930-х років уряд Швейцарії почав заохочувати створювати ансамблі та популяризувати музику як частину своєї національної ідентичності, відмінної від Німеччини та інших сусідів. Лендлер музика стала асоціюватися з цією ідентичністю, і стала ще популярнішою. Проте, після Другої світової війни, швидко стала менш популярною через приплив імпортованої музики та стилів. Музичний спектр також розростався із меншою різноманітно, зі стандартизованішими форматами виконання пісень та лише чотирма або п'ятьма типами танцю у репертуарі. До 60-х років тріо, що складається з двох акордеоністів і одного контрабасиста, було найпоширенішим форматом, і багато швейцарців вважали, що це громадянський обов'язок зберегти цю традицію та захищати її від змін. Вони великою мірою зуміли запобігти змінам, але все далі і даі у традиційній музиці продовжувався розвиток стагнації і стали набагато менш популярним. Сьогодні існують усе ще є популярні виконавці, такі як: Res Schmid, Willi Valotti, Markus Flueckiger, Dani Haeusler та Карло Бруннер, але загальна кількість фанатів національної фолк музики дуже скоротилася. Протягом кінця 1990-х років, і особливо в 2000-х роках з приблизно 2008 року дотепер, сімейна група Oesch's die Dritten, сімейна група з Бернських Оберландів, має успіх. Вона використовує є Schwyzeroergeli (маленький швийцарський акордеон), на якому грає учасник групи Ганс Ош, також 6рупою використовуються такі інструменти як гітара, електрична бас гітара і великий акордеон. Вокалом займається Мелані Еш, яка і є солісткою гурту.

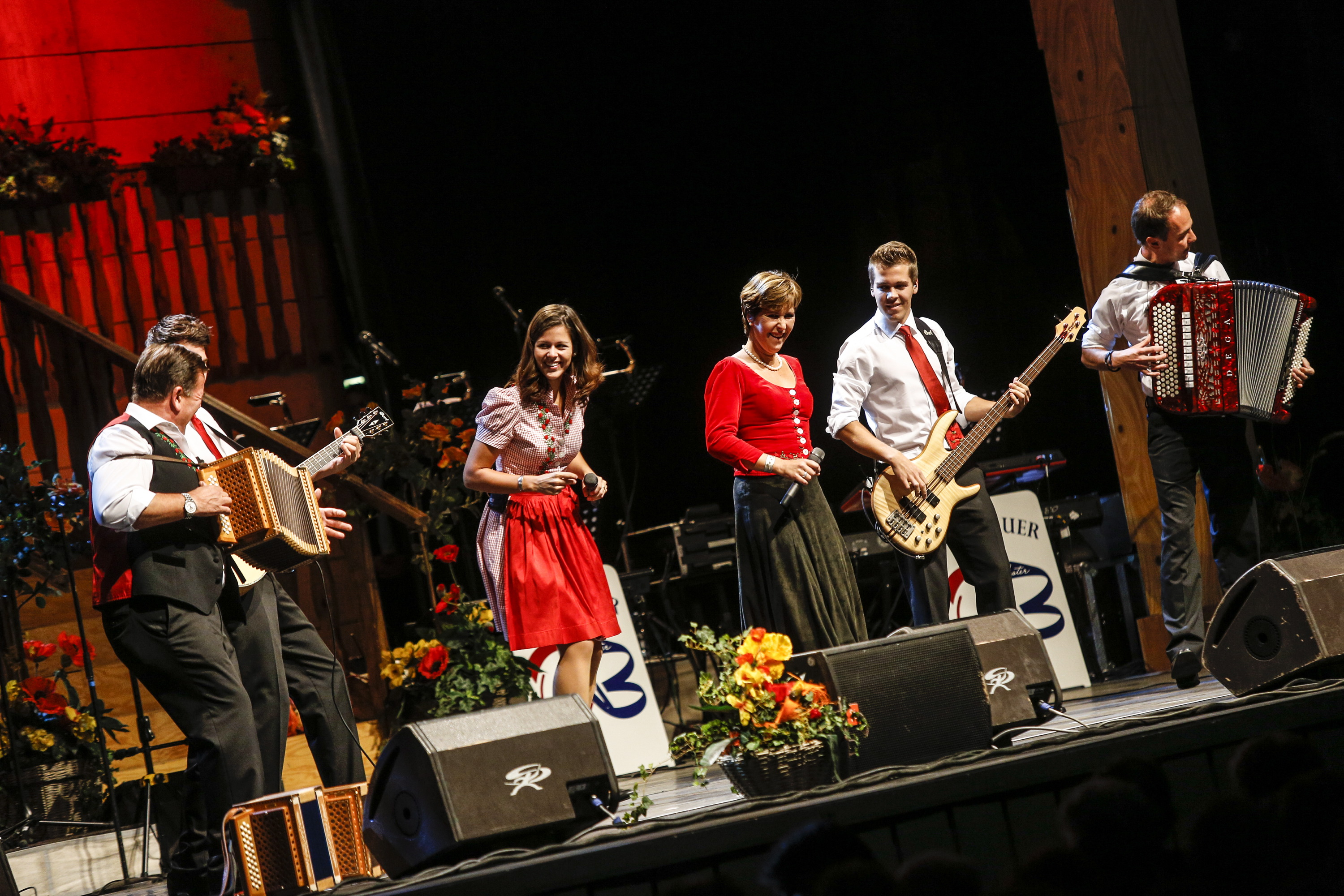
Музична група Oesch's die Dritten (2013)

## Популярна музика та рок
У 20-му столітті, в 1960-х роках, рок-н-рол, та „музика бітів“, стала дуже популярною у світі т у Швейцарії.
Пік рокової музики у Швейцарії припав на 1968 рік з випуском альбому „Небесний клуб“(анг: „Heavenly Club“), рок-гурту Лес Саутералеса(Les Sauterelles). Популярність швейцарського року почалася в 1957 році, коли співак Hula Hawaiians почав співти пісні на мотив рокабілю, бум якого припадав на початок 1960-х років. Франкомовні співаки з франкомовної частини Швейцарії незабаром виявилися французькими зірками, та брали приклад з таких співаків як Джонні Галліддей. Незабаром швейцарські музиканти такі, як Les Aiglons, Ларрі Греко та Les Faux-Frèresbecame стали дуже популярними в країні.
1956 року в Швейцарії в перший раз пройшов конкурс пісень Євробачення, де Швейцарію представляла співачка Ліз Ассія, яка виграла конкурс уперше. У другий раз Швейцарія виграла на конкурсі в 1988 році з перевагою в один голос, коли країну представляла Селін Діон.

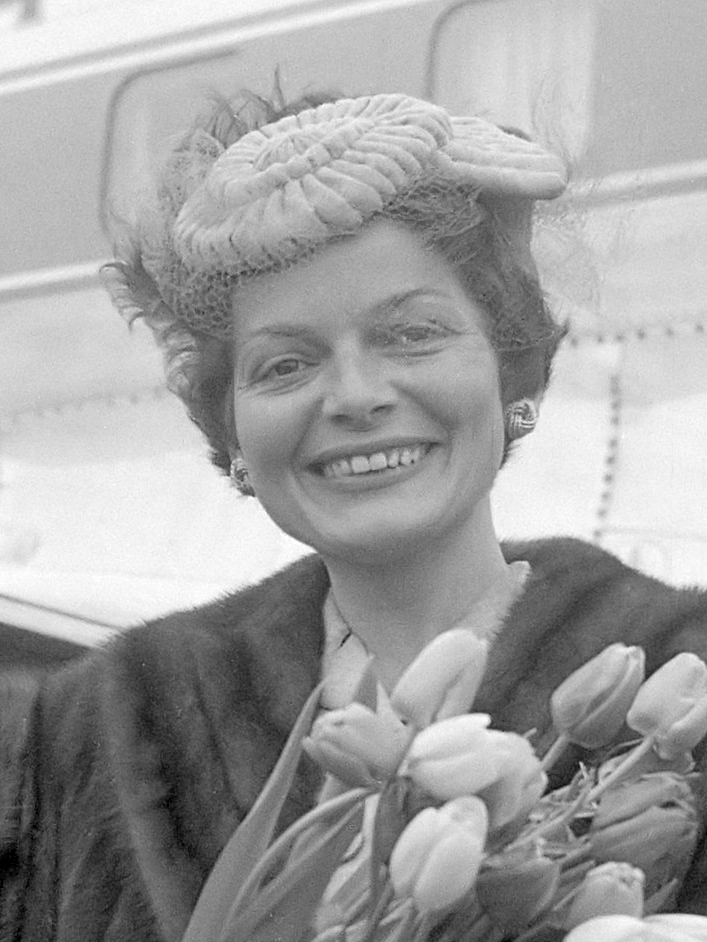
Співачка Ліз Ассія у 1957 році

1964 р. побачивши успіх „Бітлз“, поп-музика стала доволі популярною на континенті, яка витіснила попередні інструментальний рок
У 1967 році були популярними такі виконавці, як Мані Матер, Франц Холер, Сергій Головін, і Курт Марті, які почали створювати швейцарсько-німецький діалектний стиль, прославляючи свою чітку національну ідентичність. Творили й інші виконавці, як Роланд Зосс і Тіну Хайнігер, які співали на німецькій мові.

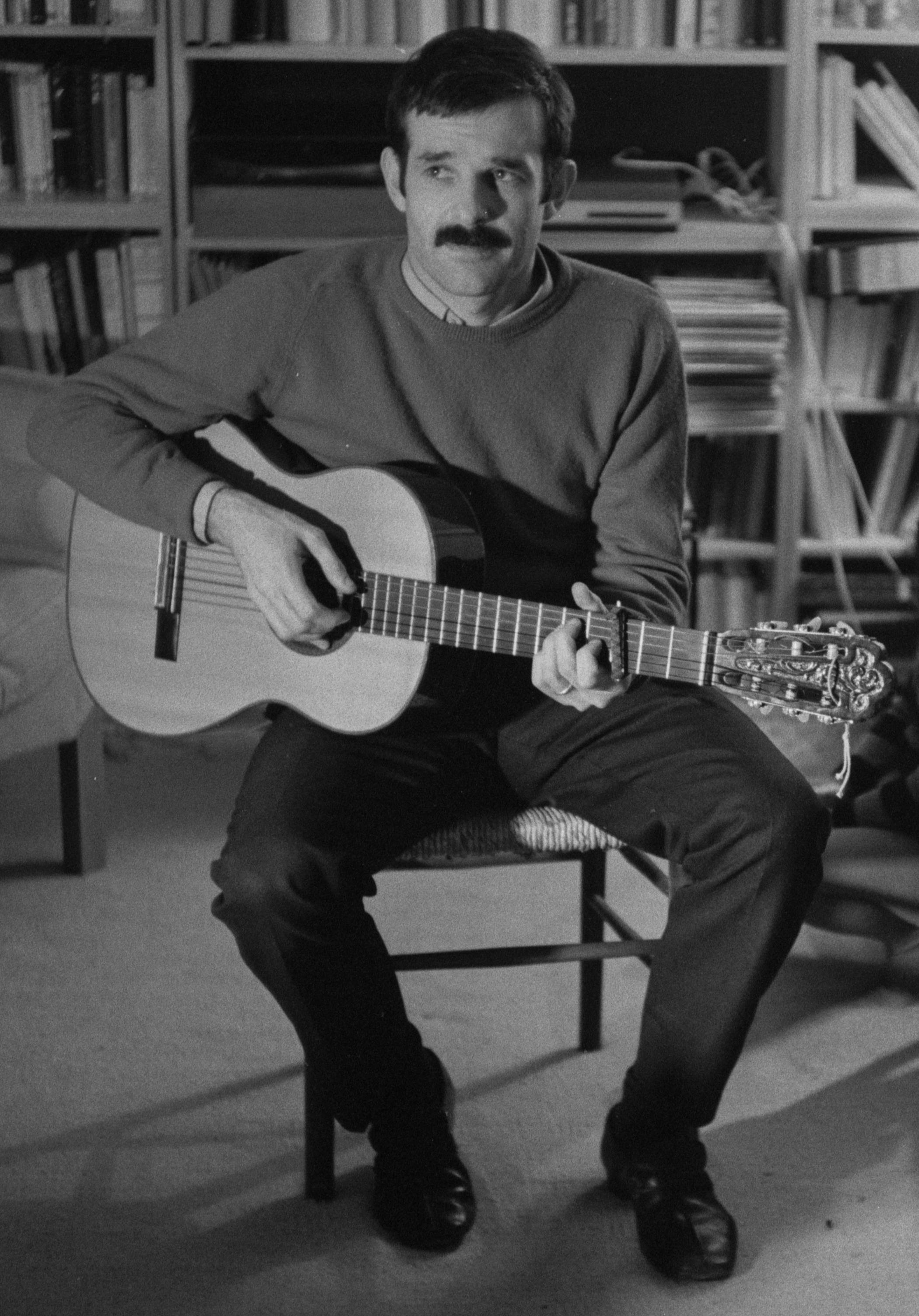
Співак Мані Маттер у 1970 році

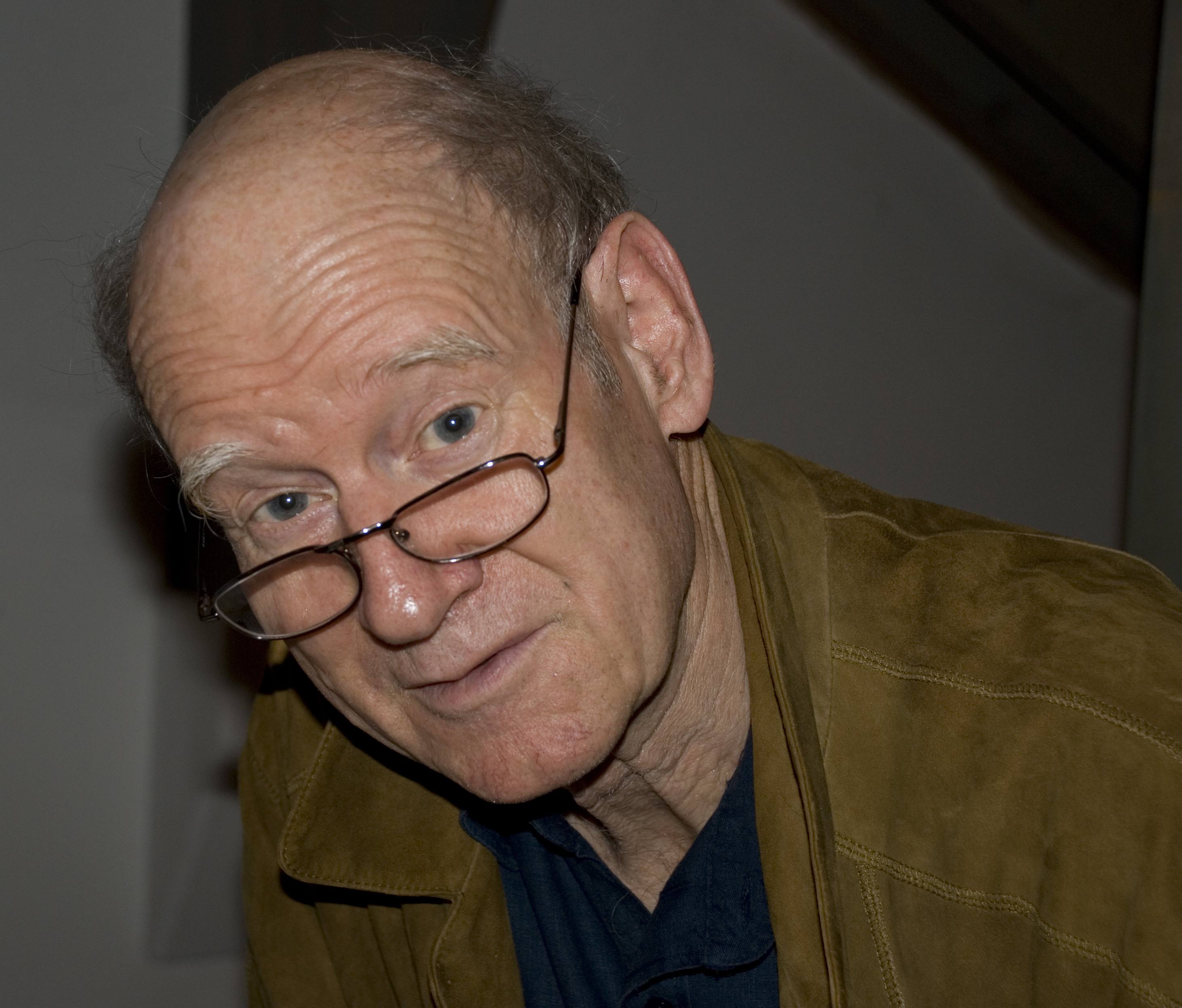
Співак Франц Хохлер (2008).

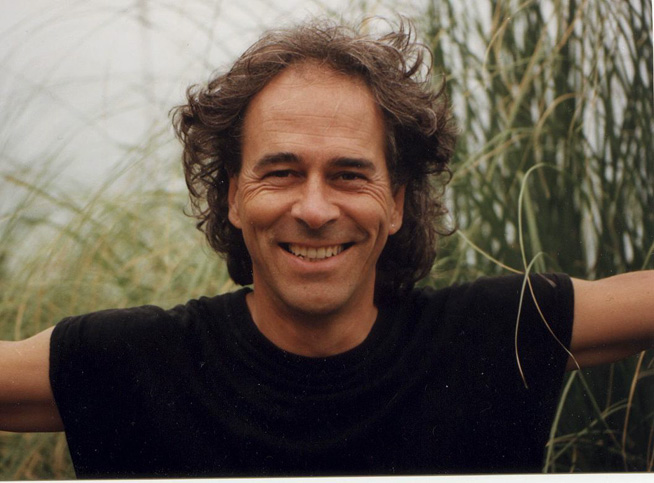
Роланд Зосс

До 1968 року швейцарський рок вмирає, а митці вивчають нові звукові нововведення. Баррі Віндов в Базелі, наприклад, використовував індійську музику, а Саутералес досліджував психоделічну музику.
В 1960 році  була заснована група „Honolulu Girls“, перша „Жіноча поп-група“ в Швейцарії. В 1967 році на стадіоні „Hallenstadion“ в Цюриху пройшов історичний концерт „Rolling Stones“, який закінчився масовою бійкою. Тоді ж в Швейцарії, в  містечку Монтре був заснований всесвітньо відомий джазовий фестиваль. В 1968 році в Швейцарії виходить перший номер андеграундного музичного журналу „Hotcha“. Дизайн його обкладинки був розроблений швейцарським малярем Гансом Рудольфом Гігером, який пізніше прославився своєю роботою для фільму Рідлі Скота „Чужий“ („Alien“).
1971 року під час концерту американського композитора, співака та мульти інструменталіста Френка Заппи (Frank Vincent Zappa, 1940—1993) в залі „Montreux Casino“ відбулася пожежа, яка було увіковічнена групою „Deep Purple“ в своїй композиції „Smoke On The Water“, яка вийшла в 1972 році на пластинці „Machine Head“.
1975 року Поло Хофер та його група „Rumpelstilz“ вперше випустила альбом, тексти пісень якого були написані на швейцарському діалекті німецької мови. Одночасно в місті Золотурн була заснована хард-рок-група „Krokus“, кар'єра, якої, почалась із музики в стилі „прогресив-рок“.
Пік творчої кар'єри групи припав на 1980-ті роки, коли в США цей колектив збирав повні стадіони. До цих пір ця команда залишається однією з найуспішніших „тяжких“ груп із Швейцарії. Лідер групи Кріс фон Рор (Chris von Rohr) став дуже успішним не тільки музикантом, але й продюсером, який працював, зокрема, з такими колективами, як „Patent Ochsner“ та „Lovebugs“.
1979 року Борис Бланк та Дітер Майер заснували культову групу „Yello“, яка серйозно повпливала в 1980-ті роки на всю європейську танцювальну культуру. Всесвітньо відомий хіт „Oh Yeah!“ був використаний як саундтрек до популярної комедії Джона Х'юза „Феріс Бьюллер бере вихідний“ („Ferris Bueller's Day Off“, 1986 рік).
1980 року цюрихський концерт Боба Марлі призвів до нових стадіонних сутичок до нової хвилі молодіжних виступів, результатом яких стало затвердження в місті альтернативного культурного центру „Червона фабрика. Зовнішнє посилання“, яка отримало, дотації із міського бюджету.
1983 року в Швейцарії вперше в історії ліцензію отримують приватні комерційні радіостанції, яка передавала рок та поп-музику в режимі нон-стоп. Однією із найпопулярніших радіостанцій було тоді радіо „Couleur“. Суспільне радіомовлення постаралось не відставати та запустило в ефір музичне FM-радіо „DRS 3“ (сьогодні „SRF3Внішнє посилання“). Однією з ведучих на сьогоднішній день в Швейцарії нонконформістських радіостанцій є радіо (Radio Bern).
1985 року була створена група „The Young Gods“, яка стала пізніше одним з найкращих в світі колективів, які грали в стилі „пост-індастріал“. 1991 року виконавець „Black Tiger“ став першим реп-виконавцем із німецькомовної частини Швейцарії, який виконував свої композиції на швейцарському діалекті німецької мови.
1991 року в студії „Dreamland“ в містечку Монтре був записаний останній альбом групи Queen „Made in Heaven“. Там ж у цьому місті згодом був встановлений пам'ятник Фредді Меркьюрі.

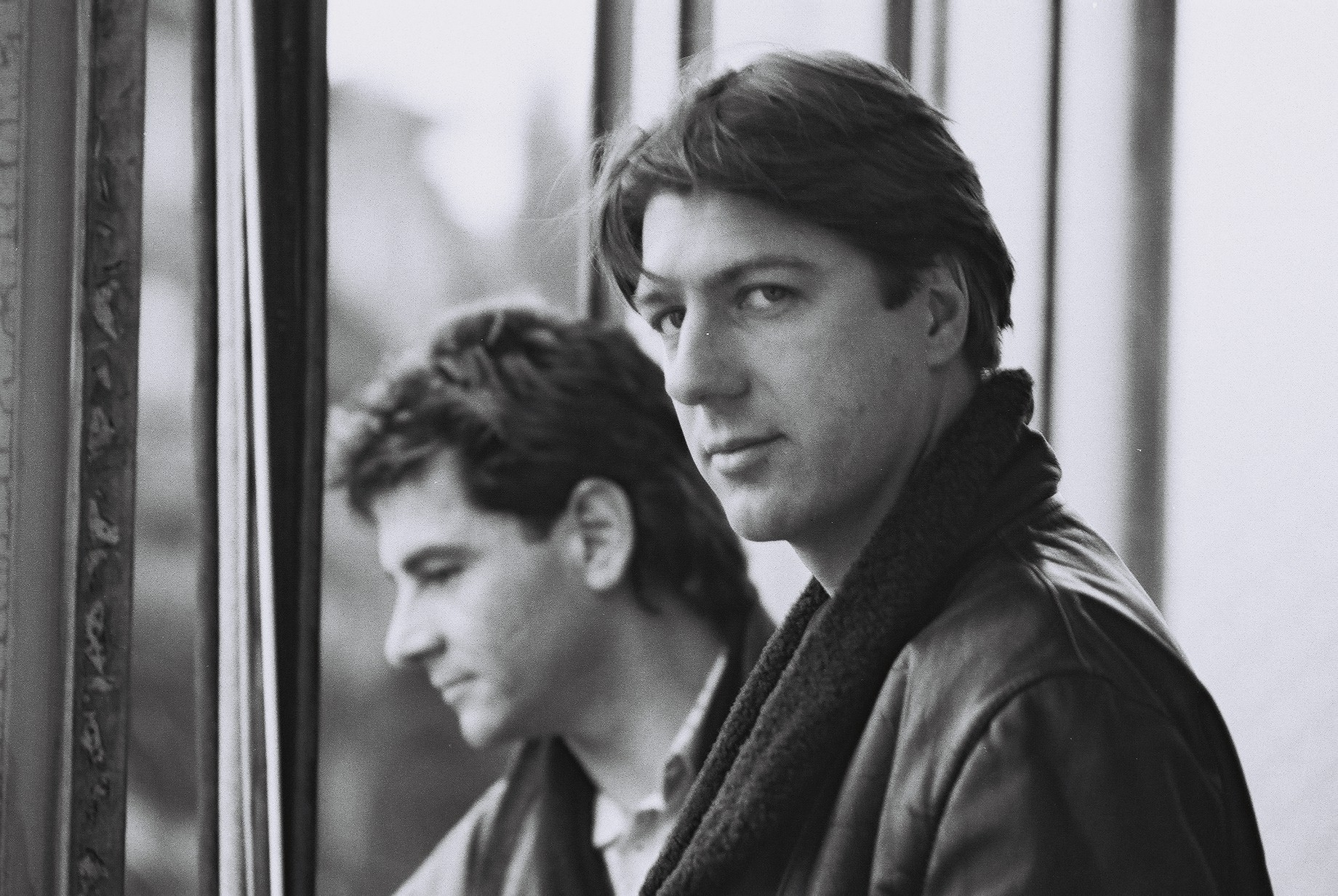
Група Double

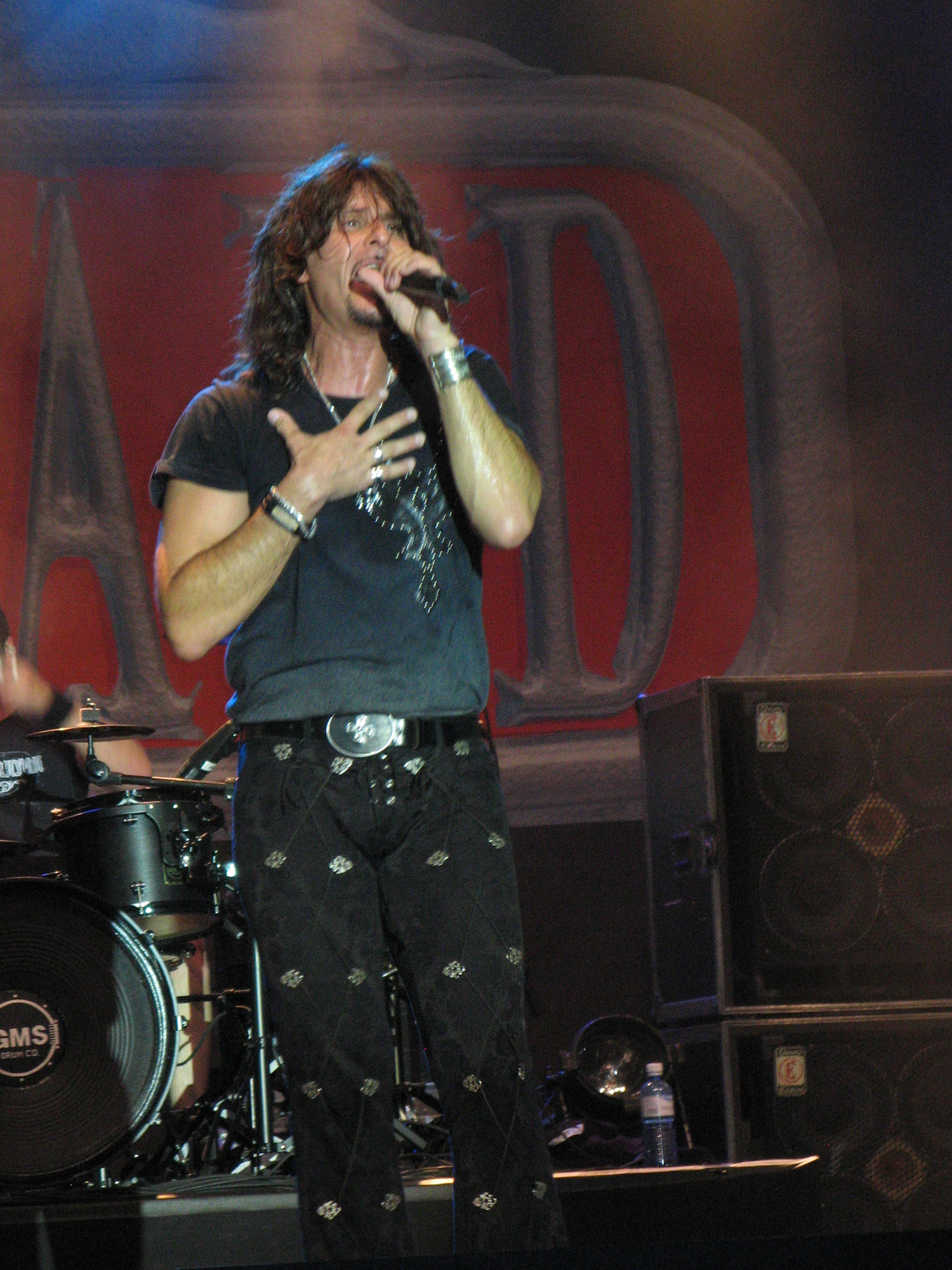
Музикант Стів Лі

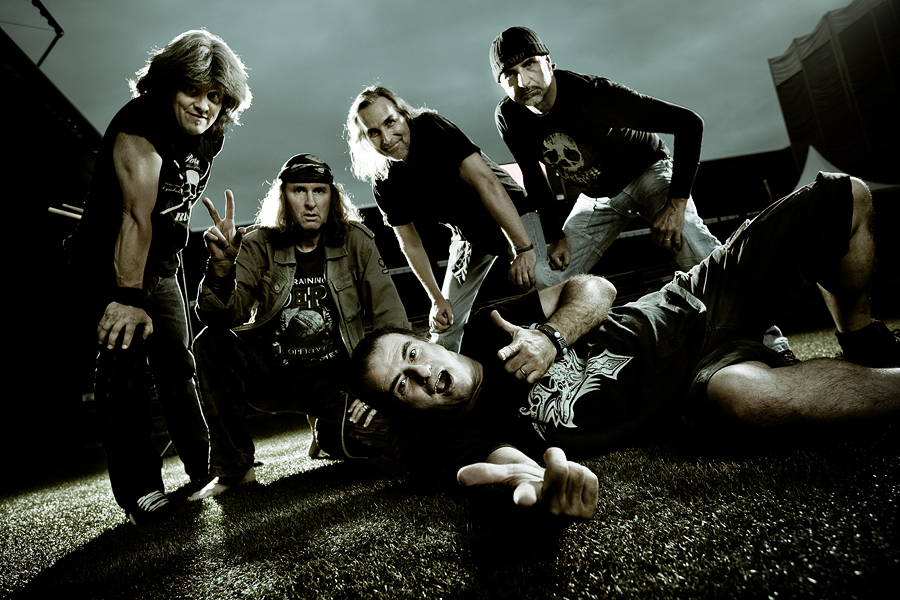
Хард рок гурт Крокус

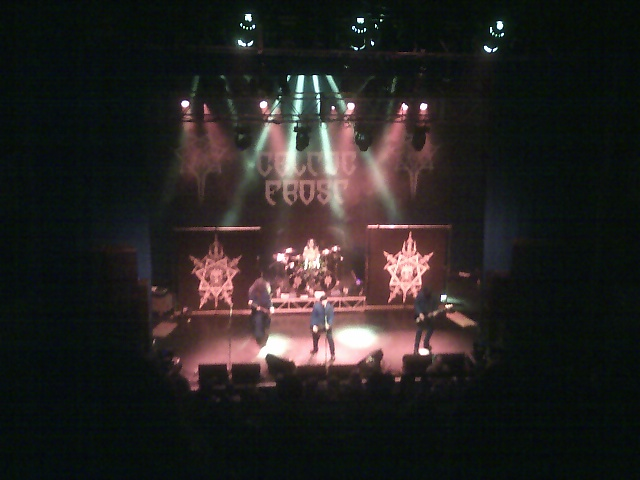
екстремальний гурт Celtic Frost виступає у 2006 році.

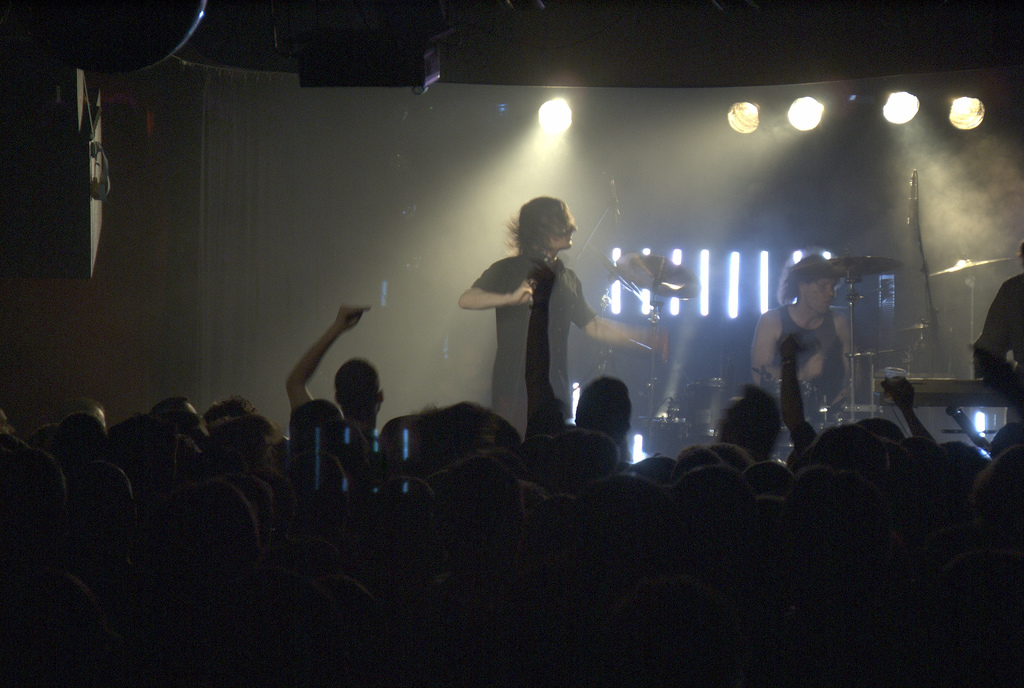
Швейцарський пост-індастріал гурт The Young Gods

В наші дні в Швейцарії актуальна музика багатьох жанрів. Популярні досі є жанри рок, джаз та поп-музика. Серед відомих рок— та естрадних гуртів — Gotthard (хард-рок, хеві-метал), який є найвідомішим швейцарським рок-гуртом, композиції яких постійно займають перші місця в хіт-парадах, Eluveitie (фолк-метал), SnakeSkin (EBM), Lacrimosa (дарквейв, готик-метал), Darkspace (блек-метал), Krokus (хеві-метал), Last Vote (построк) та інші. Популярні естрадні співаки та співачки — DJ BoBo (учасник Євробачення 2007), Тіло Вольф (засновник груп Lacrimosa та SnakeSkin), Франсін Жорді (учасниця Євробачення 2002), Паоло Менегуцці (учасник Євробачення 2008), Міхель фон дер Хайде (учасник Євробачення 1999 та 2010) тощо. Головною групою хіт-парадів (чартів) країни є Swiss Music Charts.

## Музичні інструменти

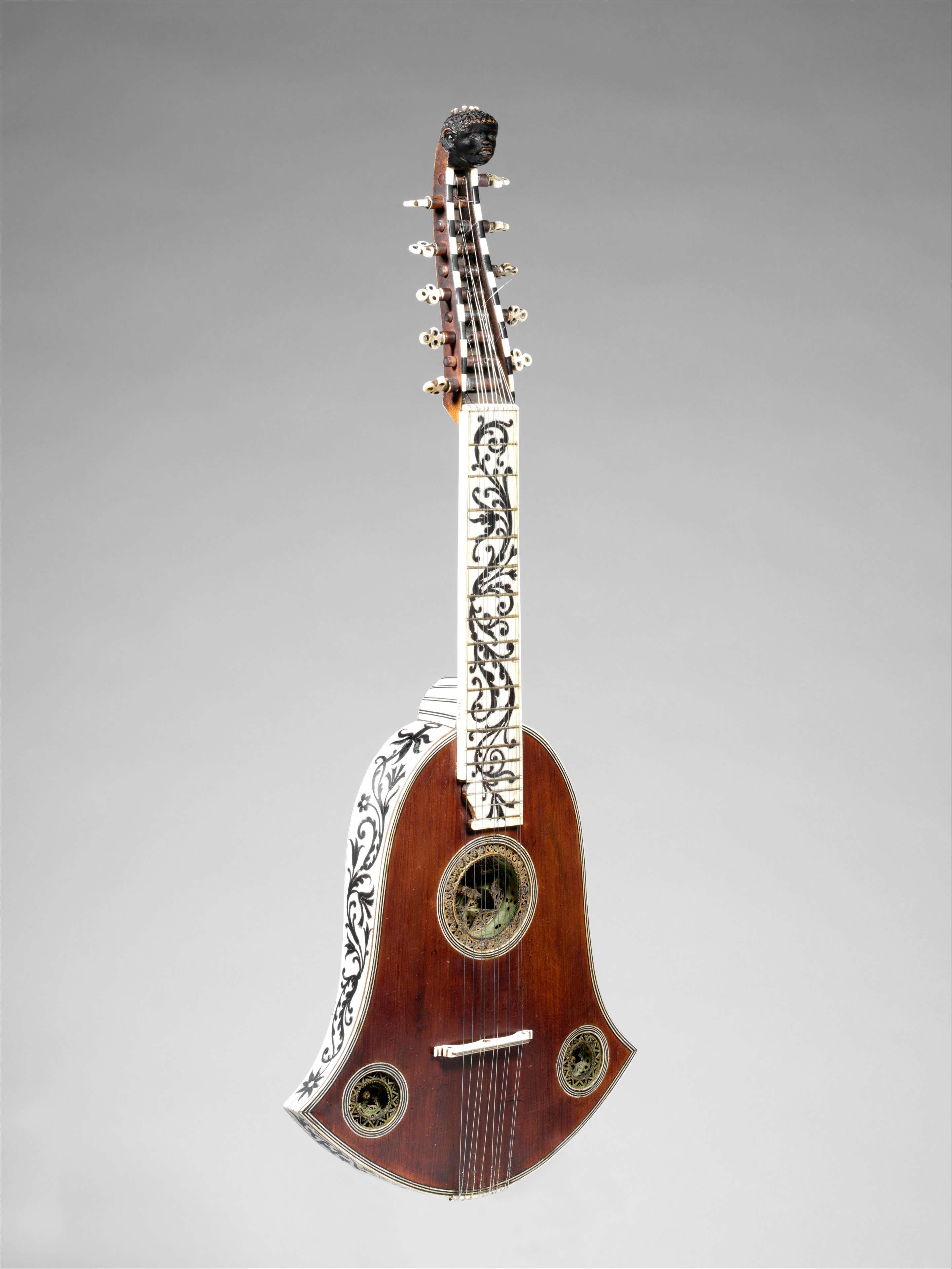
Музика Швейцарії, Цистра виготовлена у Німеччині, 1685, Музей мистецтва Метрополітен

В списку фігурують інструменти, які є популярними в Швейцарії (більшість з них популярні в багатьох країнах Європи та Азії):

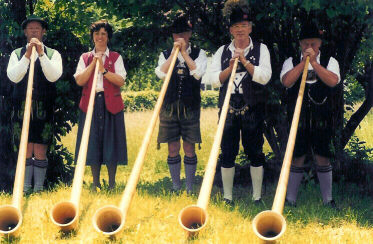
Майстри гри з альпійського горну із містечка Діссен-ам-Аммерзее (2004)

- Альпійський горн (нім. Alphorn)— старовинний духовий музичний інструмент, що поширений в Альпах. Він є одним з національних символів Швейцарії. Точне походження альпгорну залишається невизначеним. За однією гіпотезою, інструмент походить від етруського літууса. Використання альпійського горну пов'язане з побутом альпійських пастухів. Він слугував для комунікації між пастухами. Його також використовували, щоб скликати корів з пасовища.

У професійній музиці звучання альпійського горна використовується для підкреслення „альпійської“ характерності (в опері „Вільгельм Телль“ Дж. Россіні, фіналі 1-ї симфонії Й. Брамса). Перша відома письмова згадка про альпгорн датується 1527 року у записах облікової книги монастиря святого Урбанау Люцерні (Швейцарія). Існує легенда про пастуха, який стояв на варті на високій скелі над фортецею Бельмонт. Він побачив ворожий загін і намагався попередити захисників фортеці. Пастух сурмив так сильно, що помер від перевтоми, але в фортеці його почули: підійняли міст і зачинили ворота. Традиційно виготовляється з половинок розрізаного вздовж і видовбаного стовбура молодої ялини, скріплених потім деревним корінням, ликом чи корою. Музичний діапазон, в якому можна грати на альпгорні, залежить від його довжини. У Швейцарії зазвичай використовується альпгорн 3,5 метрів завдовжки з діапазоном Fis / Ges (фа-дієз — соль-бемоль).

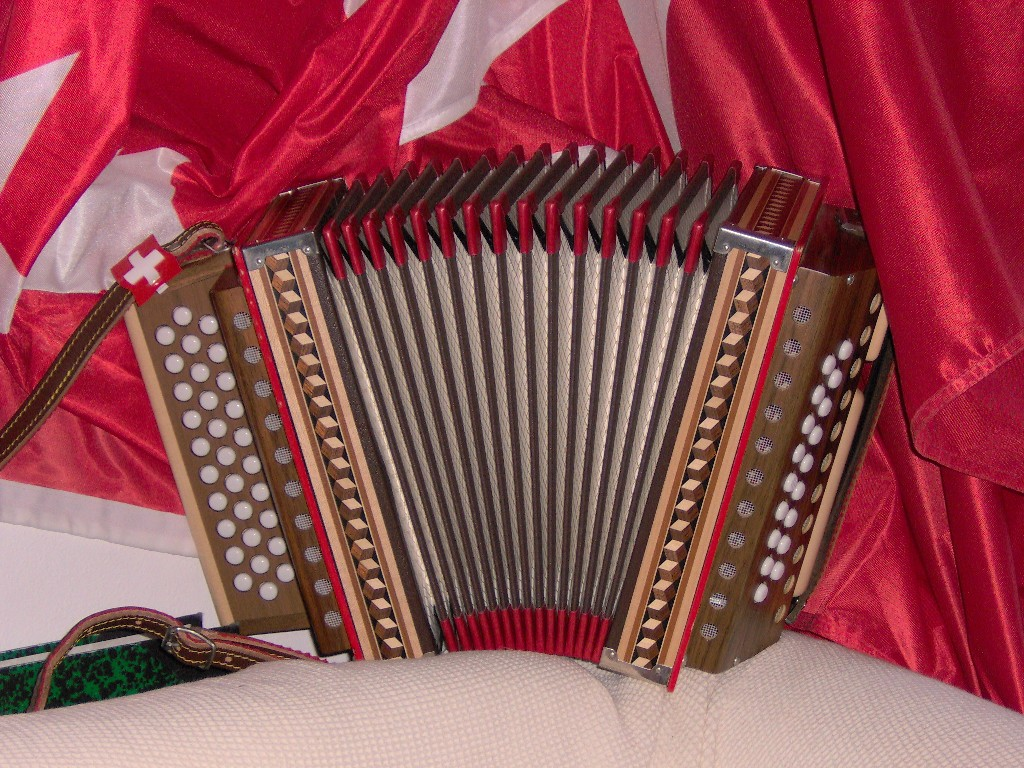
Швейцарський акордеон(Schwyzerörgeli)

- Швейцарський акордеон(нім. Schwyzerörgeli)--це тип діатонічного акордеона, який використовується в швейцарській народній музиці. Назва походить від місту Швіц та кантону Швіц, де його було розроблено. Орґелі — це зменшувальна форма слова Orgel (орган). За межами Швейцарії інструмент мало відомий і його важко знайти. Перші акордеони були доставлений до Швейцарії в 1830-х роках, незабаром після винаходу його у Відні.

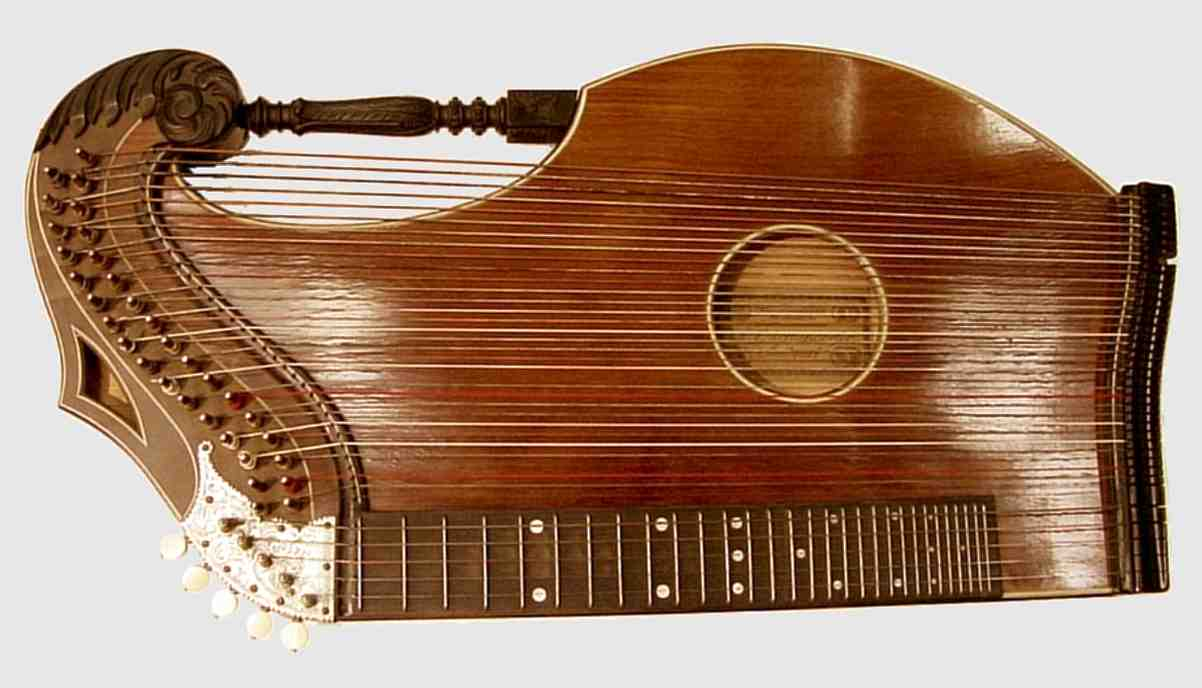
Альпійська Цитра.

Традиційний акордеон був перероблений під швейцарські умови у 1836—1848 роках.
- Цитра (нім. Zither). Назва „цитра“ взята від назви давньогрецького інструменту грецького — кіфара. Існують види альпійської та концертної цитри. Інструмент не може вважатися класично швейцарським, він поширений і в Німеччині та в Австрії, а також в ряді інших країнах Східної та Західної Європи. Альпійська цитра має 42 рядки і має певні відмінності в звучанні та інших аспектах від концертної.

- Цистра (фран. Cistre) — старовинний струнний щипковий музичний інструмент. За формою нагадує  мандоліну на половину овальної форми. Має 5 — 12 подвійних струн. Багато згадок пішло до нас про неї із епохи Ренесансу. Сучасні вчені обговорюють її точне походження, але, як правило, прийнято вважати, що вона походить від середньовіччя.

Поширена, окрім Швейцарії в Німеччині, Італії та інших країнах Західної Європи в XV — початку XIX століть.

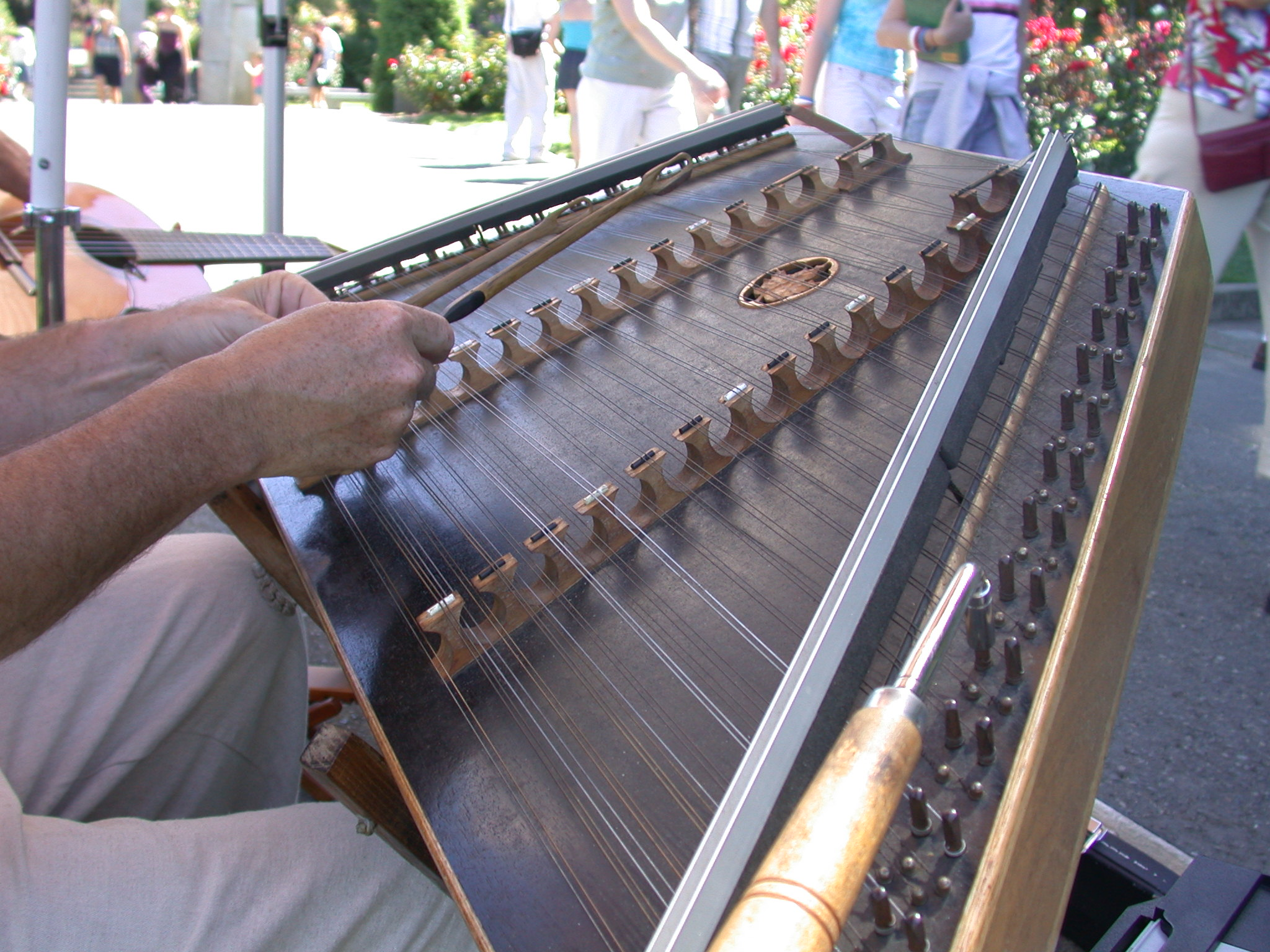
Цимбали

- Цимбала (нім. Hackbrett)—струнний музичний інструмент. Складається з дерев'яного корпусу, прямокутної, частіше трапецевидної форми з натягнутими над ним струнами. Зоною поширення є здебільшого зона Східної Європи(Україна, Чехія та Польща зокрема), а також використовують її в деяких країнах Західної Європи.

- Варган(Лримба)(нім. Trümpi)-

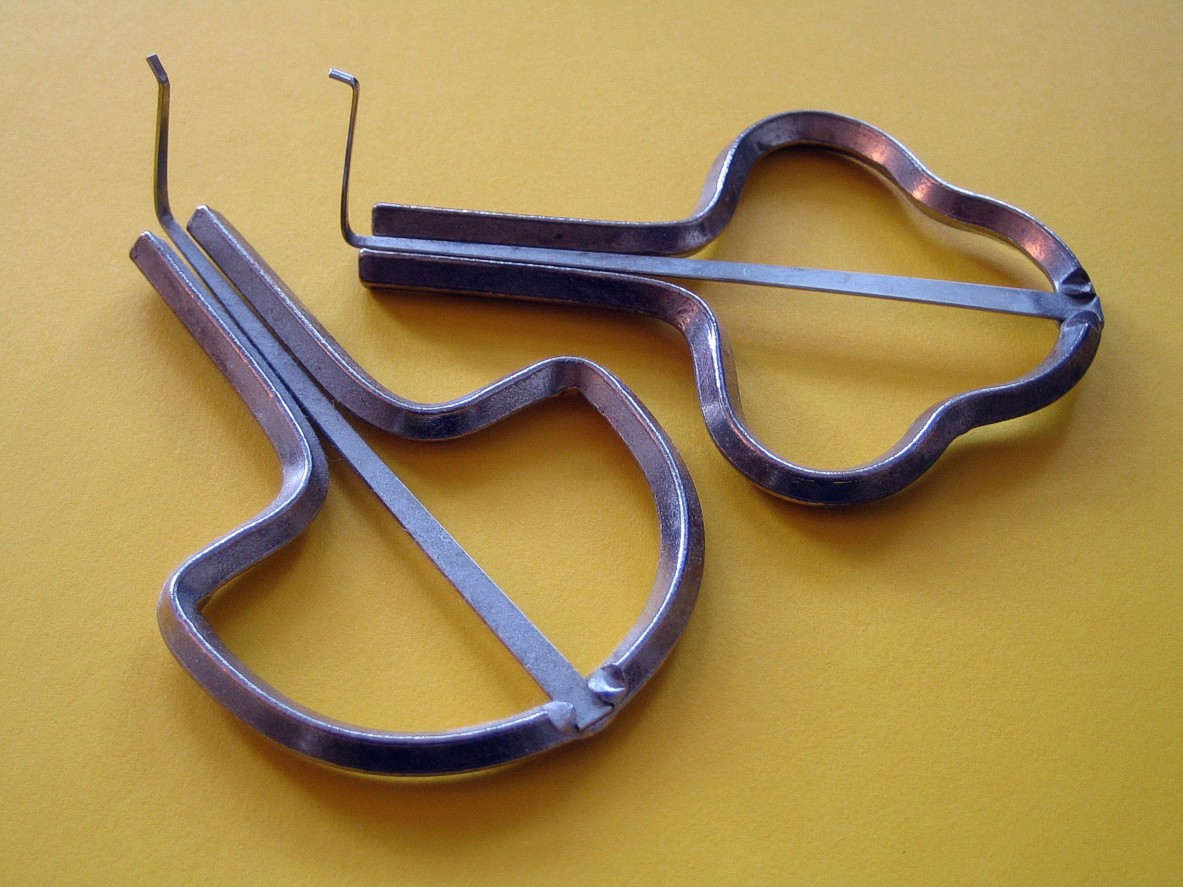
Варган-Дримба

В основі інструмента лежить невелика металева підківка (дуга), до якої посередині прикріплено сталевим язичок, інколи два.
Цей інструмент вважається одним із найстаріших музичних інструментів у світі, музикант, очевидно, що першим свідченням є китайський малюнок 4 століття до нашої ери. Існує дві версії походження слова „варган“. Перша — від грец. όργανον — органон, тобто інструмент. Пізніше варганний принцип видобування звуку було покладено в основу таких інструментів, як орган, волинка, язичкова флейта, гармоніка, акордеон. І поступово слово „орган“, яке означало варган перейшло в назву сучаснішого інструменту. Друга версія походження слова „варган“ — від українського та польського „варґи“ — вуста, „варґа“ — губа. Ареалом поширення цього інструменту є Східна та Західна Європа(Особливо гірські місцевість), а також Алтай,Азія та інші.

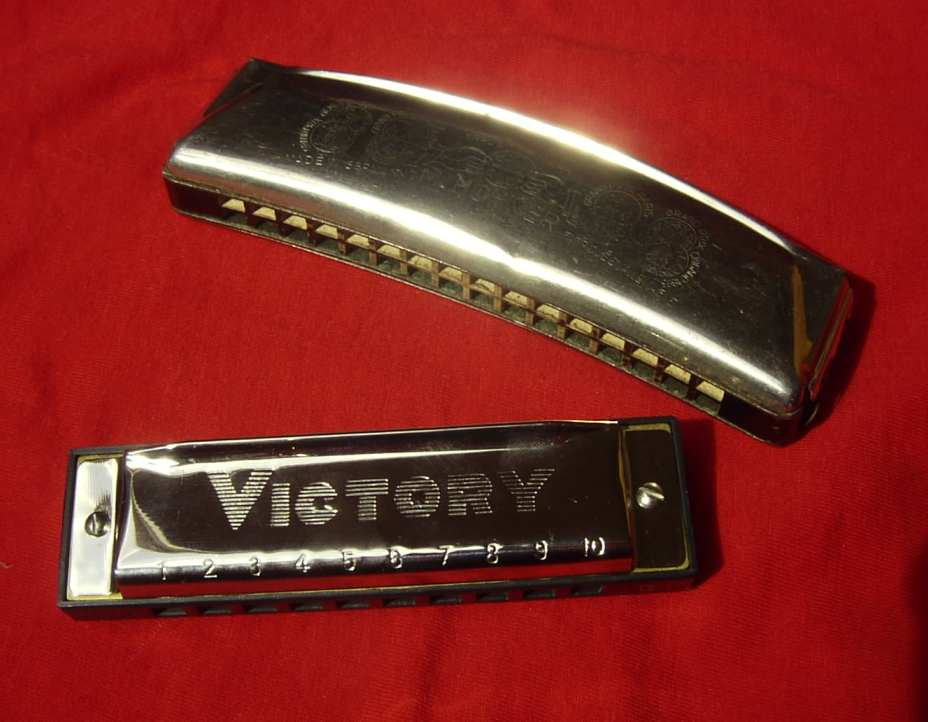
Діатонічні гармоніки

- Губна гармоніка (нім. Mundharmonika) — духовий музичний інструмент, звук в якому видобувається за допомогою металевих язичків, що коливаються під дією повітря, яке видихається чи вдихається музикантом.

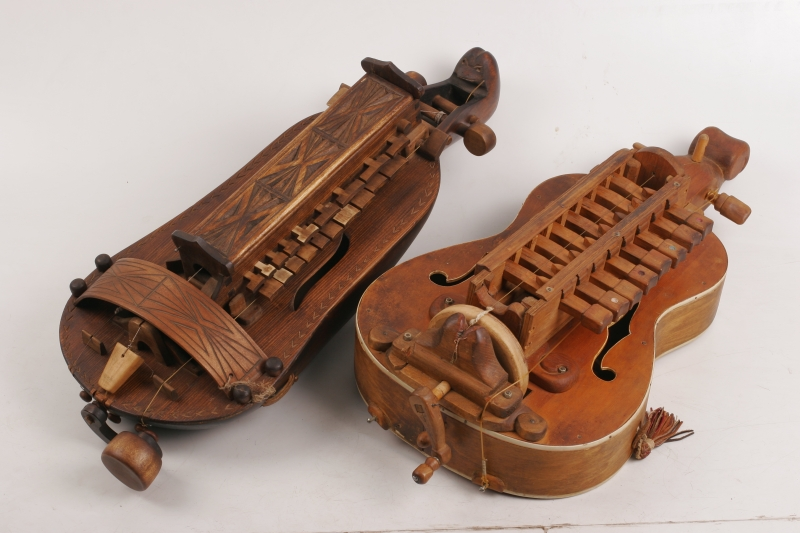
Колісна Ліра

- Колісна ліра (нім. Drehleier) — старовинний струнний-смичковий музичний інструмент, у якому роль смичка виконує колесо. Конструктивно близький хьоді-ґьоді (англ.hurdy-gurdy). На трьох (іноді більше) струнах грають мелодію, притискаючи струни клавішами, а дві інші струни— бурдонні. На думку музикознавців, колісна ліра походить від примітивного давньогрецького інструменту за назвою монохорді, що мав одну струну та клавіш, який пересувався вздовж неї.

У IX сторіччі в Західній Європі вже був відомий більш схожий на ліру органіструм — інструмент з вісьмома клавішами і колесом замість смичка(проте він був дуже громіздким).

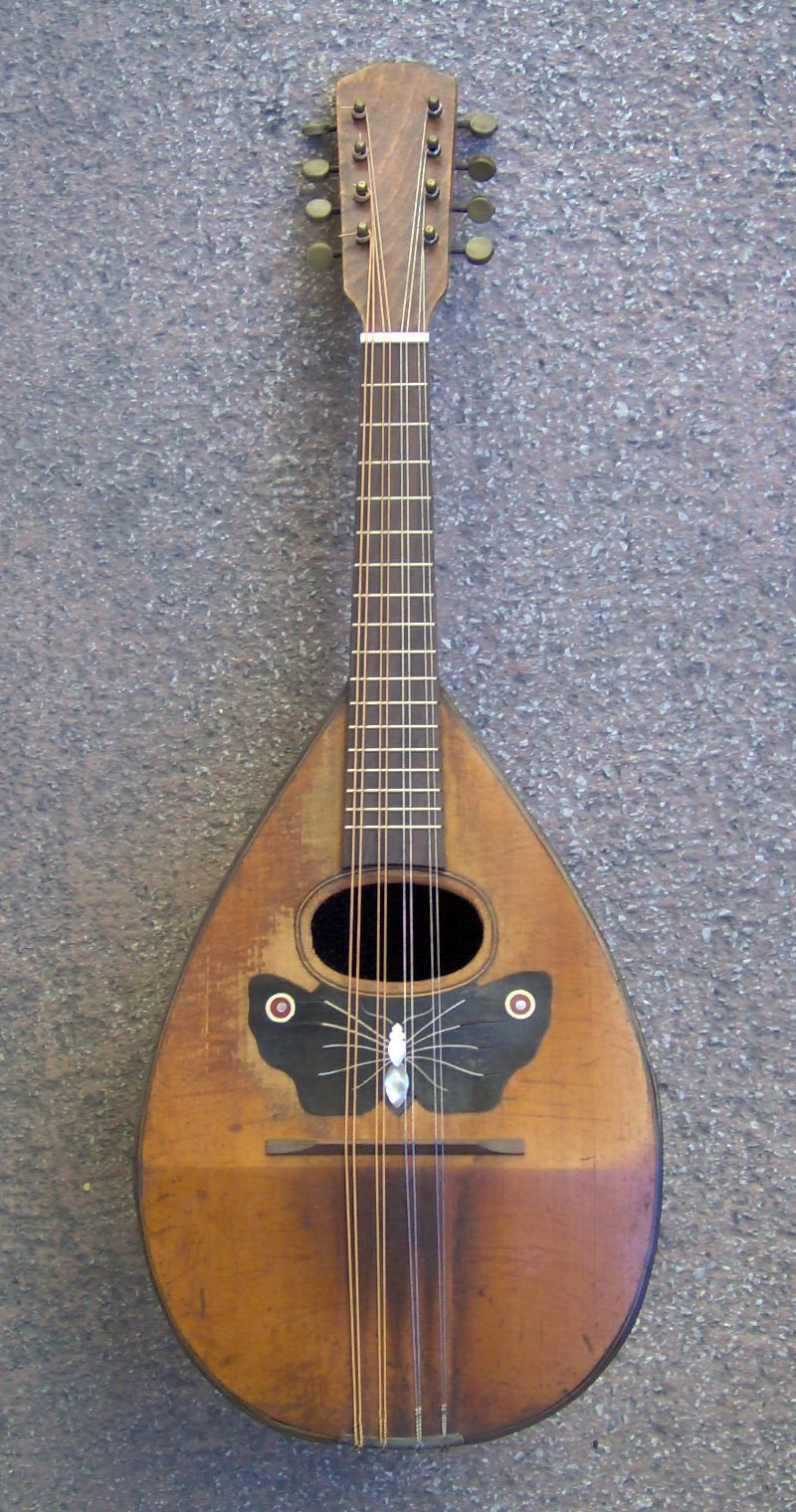
Неаполітанська мандоліна

- Мандоліна (італ. Mandolino)- Мандоліна з'явилася в XVI столітті в Італії, є одними із різновидів струнних інструментів, також крім Італії та Швейцарії поширена у Франції, Австрії, Іспанії та інших країнах усього світу.

## Карнавали

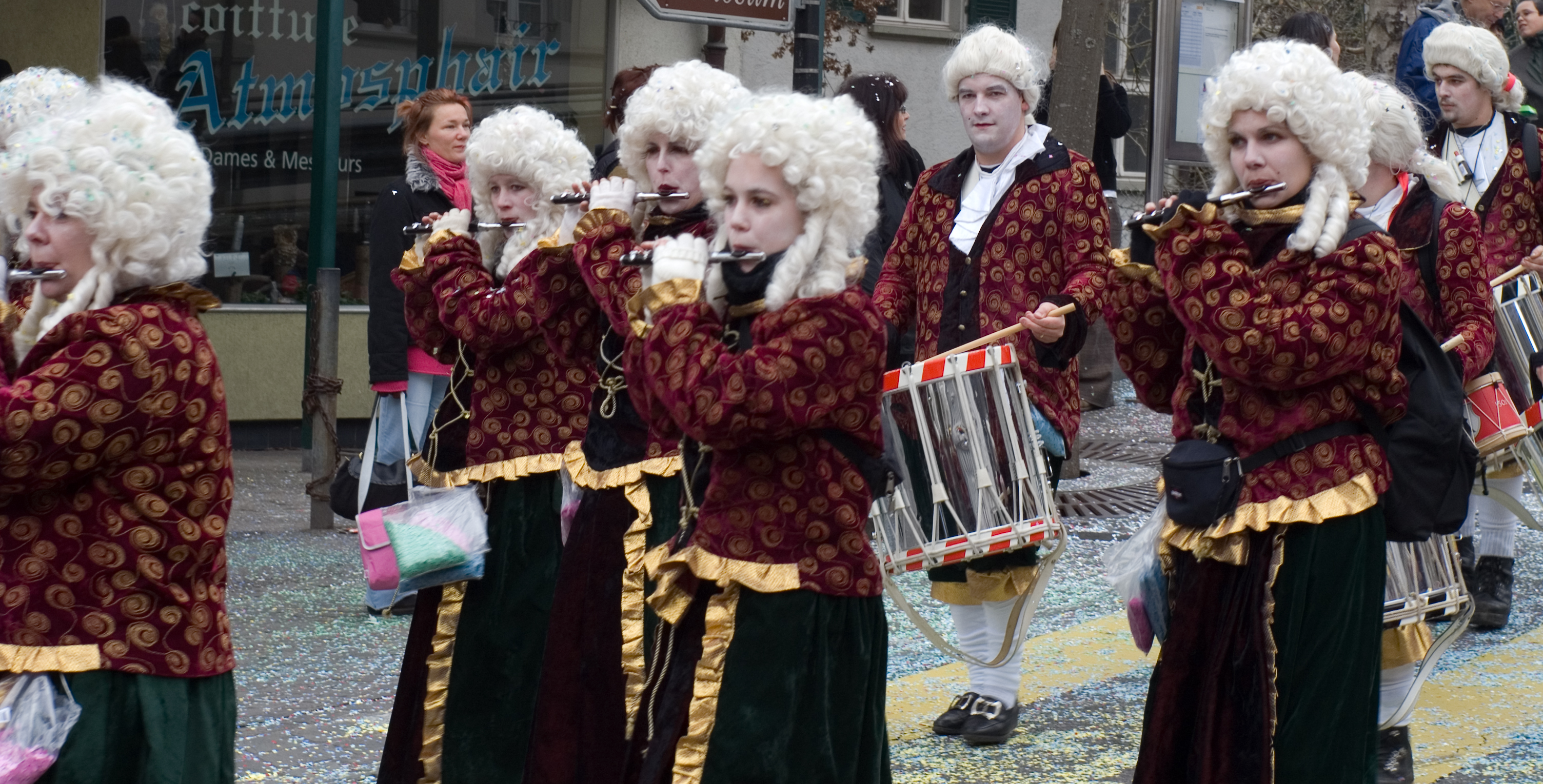
Карнавал у місті Бользе

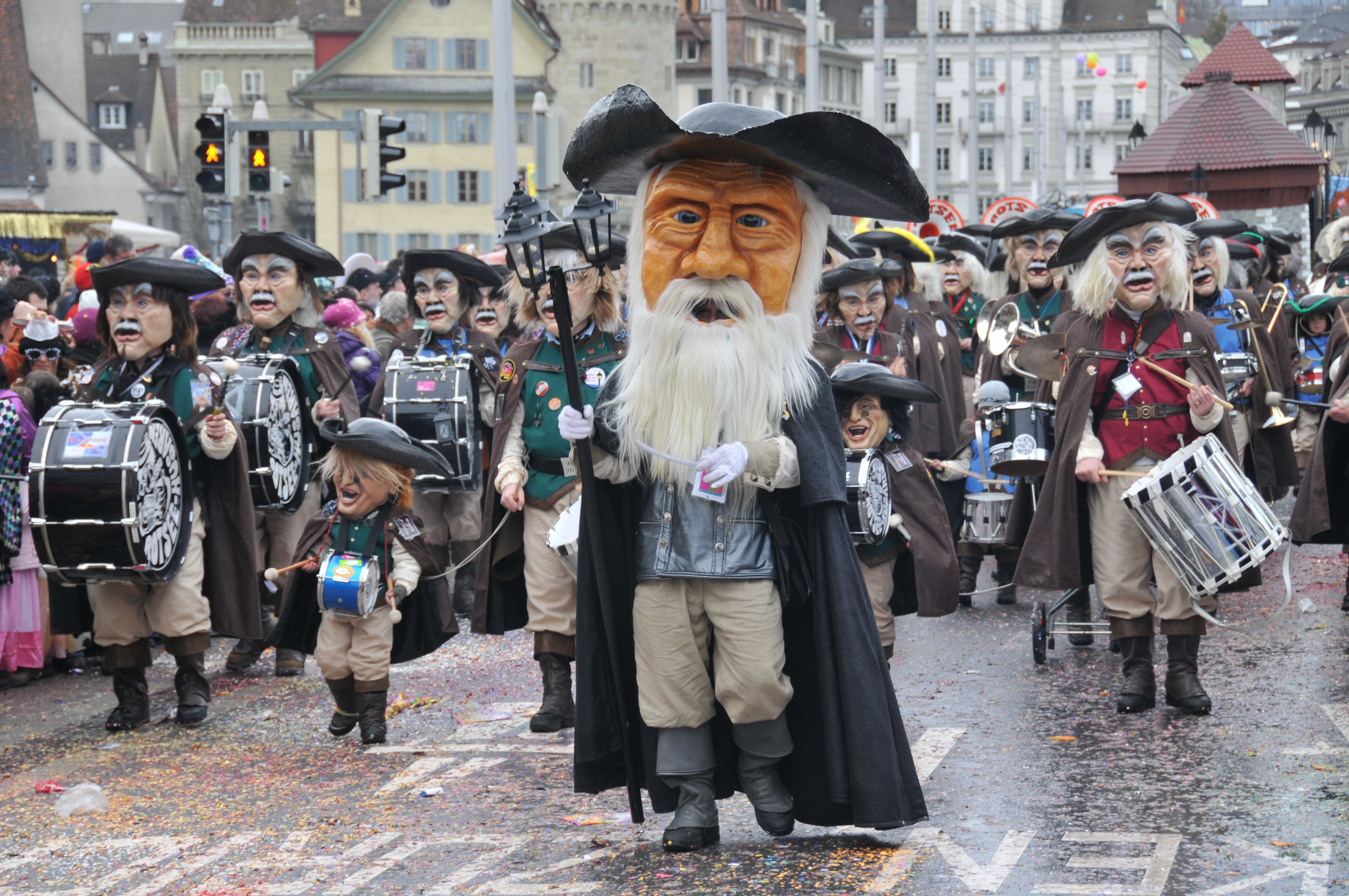
Люцернський карнавал 2009

Впродовж століть Швейцарія розвивала та зберегла прекрасну традицію карнавалів, участь в яких беруть різноманітні музичні ансамблі. Велику роль відіграє специфічна музика двох видів під назвами Guggenmusik та Clique.
Фестивалі в Швейцарії відбуваються у місті Базель (Базельський карнавал), карнавал Bolzes, карнавал у Фрібурзі, (Карнавал Люцерну), існує карнавал у міст Монте, карнавал у місті Сьйон, карнавал Еволін, карнавал Брандонс де Фаєрон(brandons of Payerne).
На цих карнавалах відбуваються різноманітні костюмовані танці та театралізовані дії (Silvesterklaus) також на деяких з карнавалах відтворюється, або включається в дійство традиційний ритуал шаріварі.

## Фестивалі
В Швейцарії кожного року проходять сотні музичних фестивалів всіх музичних напрямків, в тому числі джазові фестивалі в Монтре, Берні та  Віллісау, червневі фестивалі в Берні, Аванше та Ньйоні. Концертний сезон починається наприкінці червня в Санкт-Галлені. Щорічно проходять літні концерти під відкритим небом (естрадна музика), наприклад, симфонічні та камерні концерти в Біле, Лугано (в парку Парко—Чивіко) та інші. Також проводяться міжнародні музичні фестивалі класичної музики в Люцерні, Санкт-Мориці, Гштаді, які є одними з найважливіших подій класичної музики у країні та світі.
- Rock the Ring

Кожне літо на три дні з 21 по 23 червня кільцева розв'язка на шосе в Хінвілі перетворюється на рок-сцену, на якій проводиться фестиваль, який вміщує до 30 000 глядачів.
- Festi'Neuch

Цей фестиваль появився у 2001 році в околицях швейцарського озера Санкт-Галлен, яке розміщуються в однойменному кантоні Швейцарії Санкт-Гален та щорічно збирає до 40 тисяч учасників. Участь у ньому беруть як міжнародні відомі колективи, так і місцеві виконавці. В наші дні усе дійство проходить на 4 основних тематичних сценах.
- Burning Mountain Festival- фестиваль посвячений культурним цінностям та мистецтву комунікації в реаліях сучасного світу. Проходить із 27 червня по 1 липня кожного року.

- OpenAir St. Gallen

Цей фестиваль є одним з найстаріших фестивалів рок та електронної музики у Швейцарії. Заснований у 1977 році. Також фестиваль є одним із найбільших та довготривалих у часі фестивалів на відкритому повітрі в Швейцарії. В ньому беруть участь більше 110 000 людей кожного року.
- Джазовий фестиваль в Монтре був заснований в 1967 році Клодом Нобсом та Рене Ланжелем при активній підтримці  Atlantic Records. Перший фестиваль проводився в казино „Монтре“ протягом трьох днів.

На початку фестиваль був суто джазовим, із 1970 року в ньому почали брати участь музиканти які представляли різні музичні напрямки (соул, рок, блюз і т.д).
На сьогодні інтерес до фестивалю, в якому при кожному проведені беруть участь майже 200 000 людей із всього світу досі відвідують кожного року фестиваль.
- Open Air Frauenfeld

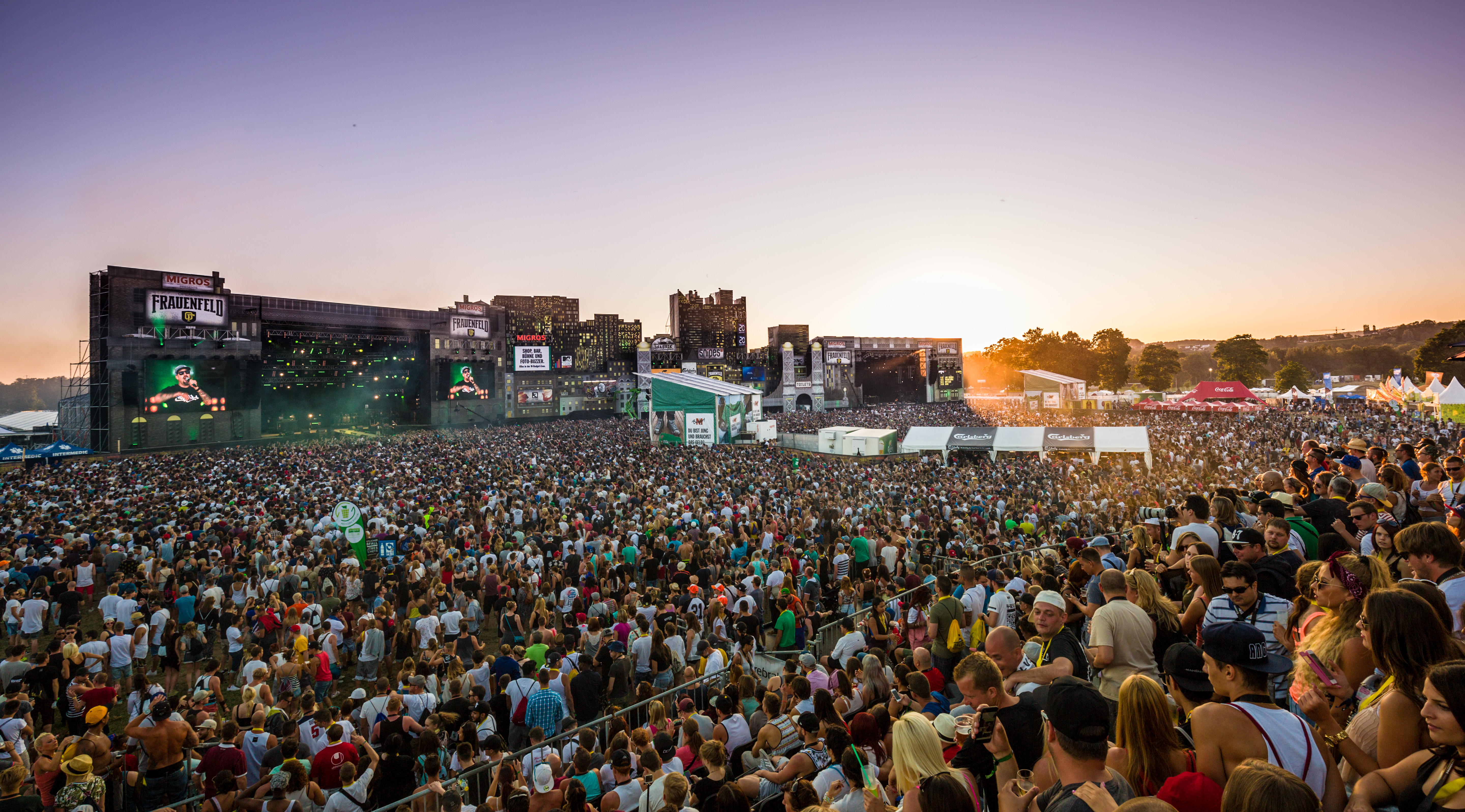
Група „Skyline“-виступає на Openair Frauenfeld 2015

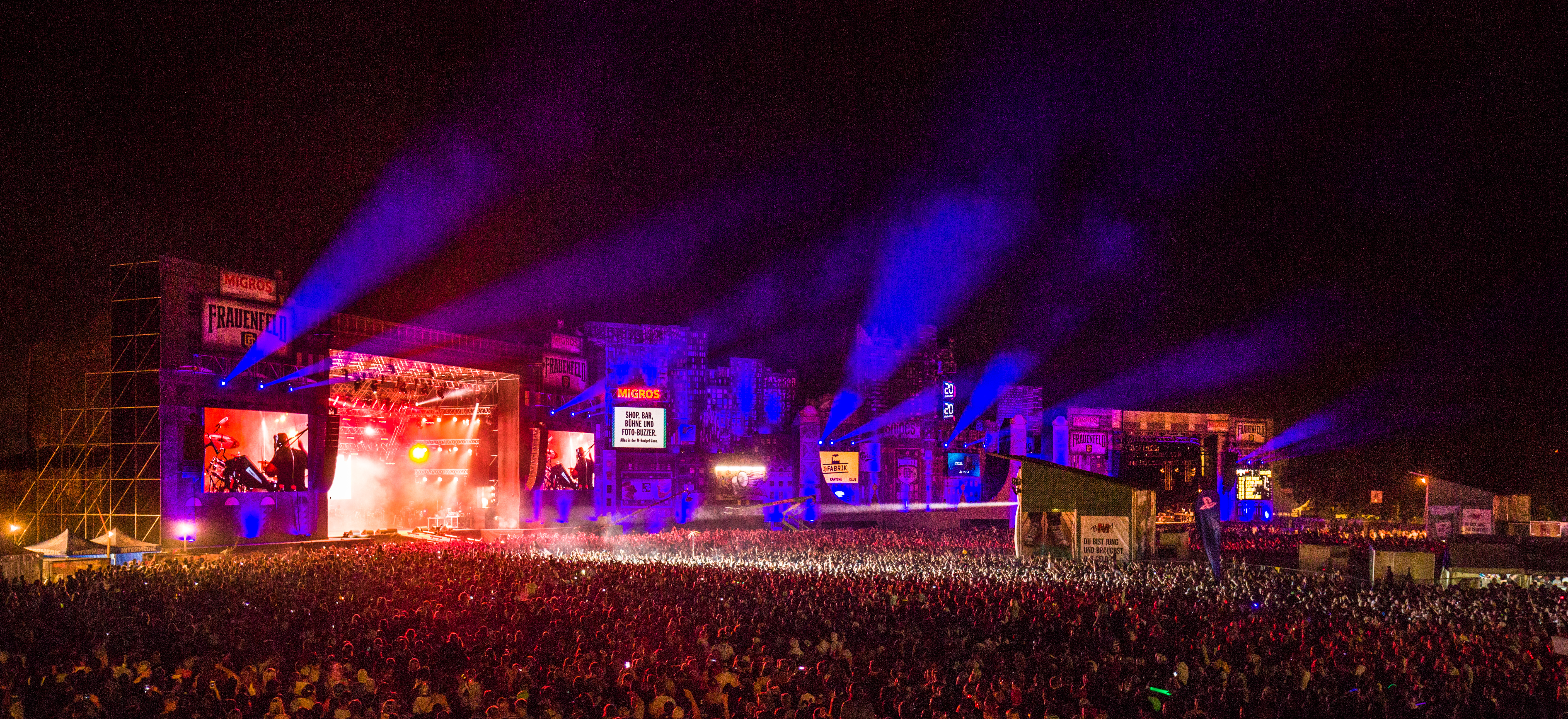
Реп виконавець Kendrick Lamar виступає на Frauenfeld 2015

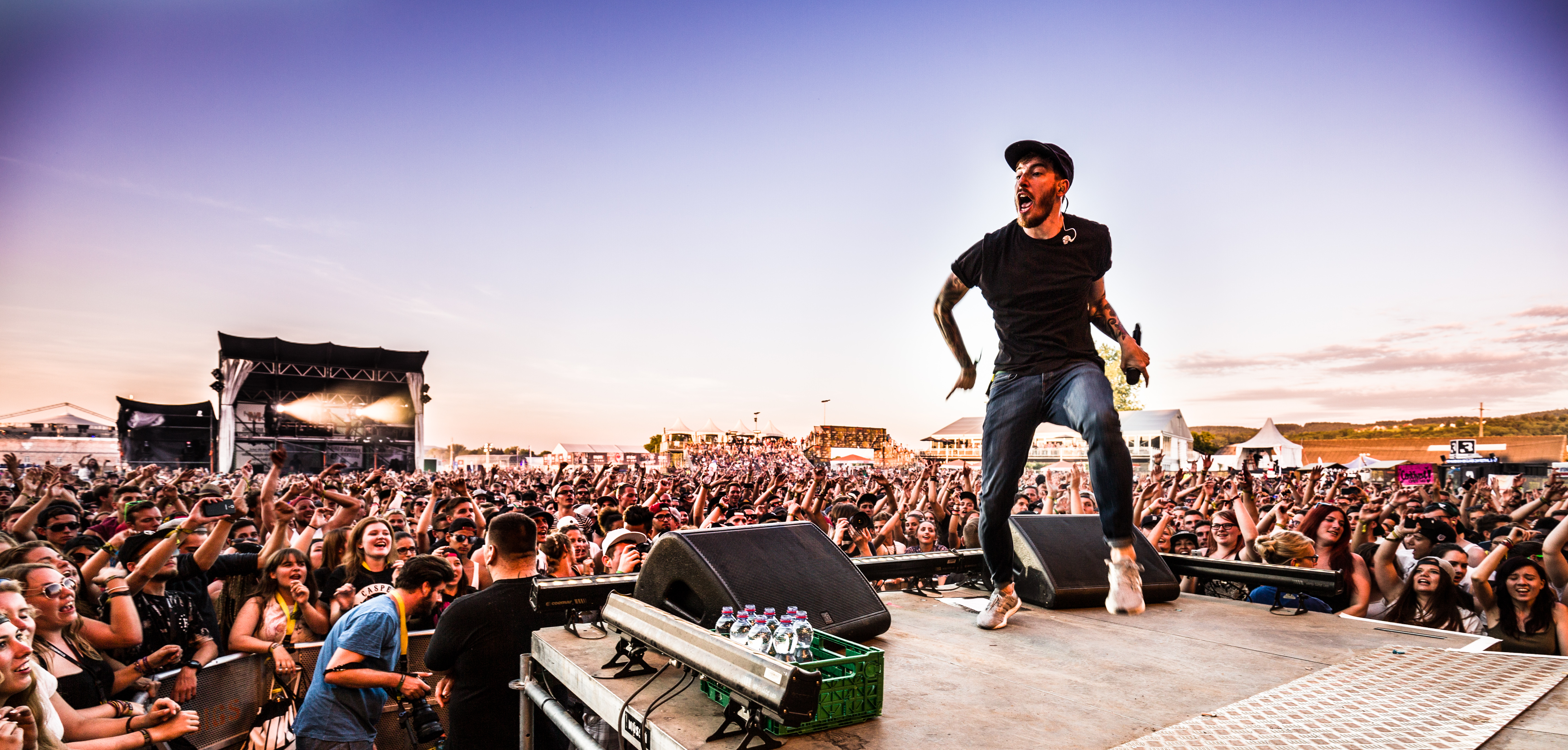
Casper на Openair Frauenfeld 2015

Фестиваль Veranstaltung був заснований у 1985 році. Кожного року на ньому збирається по 50 тисяч глядачів на день. Фестиваль в Фрауенфельді є найбільшим на відкритому повітрі в німецькомовній частині Швейцарії. Він також є найбільшим фестивалем в Європі основною темою якого є музика жанрів урбан та хіп-хоп.
- Gurtenfestival

Gurtenfestival — це перший чотириденний (до 2004 року триденний) музичний фестиваль на Швейцарській стороні Хаусбергеру (Берн). Gurten був заснований в 1977 році та з початку 1990-х років став набирати популярність. Програма фестивалю складається з груп, які переважно походять з рок та поп-сцени. В перші роки тут особливо домінувала народна музика. Сьогодні на ньому представлений весь спектр музичних стилів від блюзу до хіп-хопу На фестивалі завжди є присутні популярні визначні виконавці швейцарської музичної сцени.

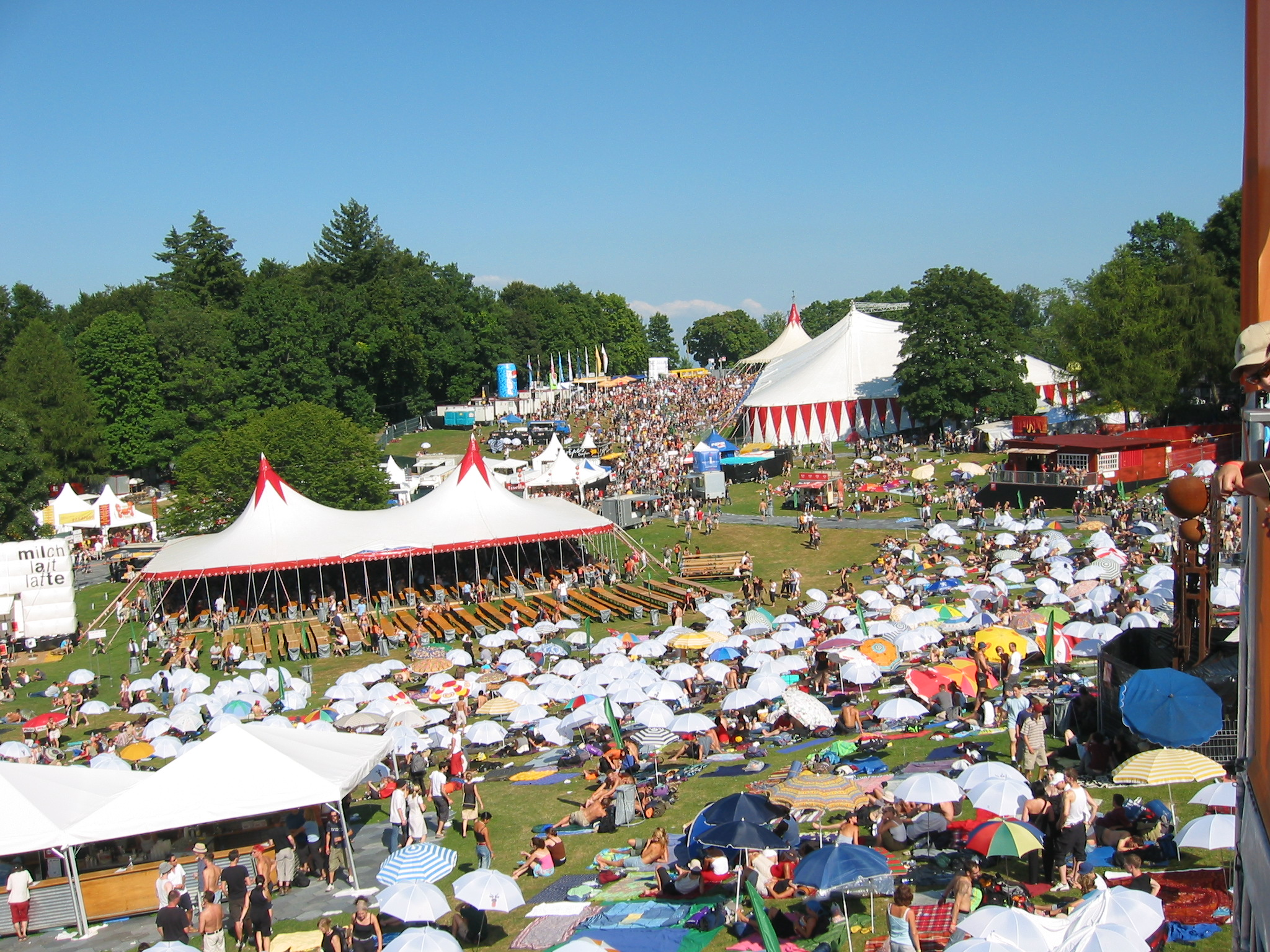
Фото місцевості Gurtenfestival у 2003 році

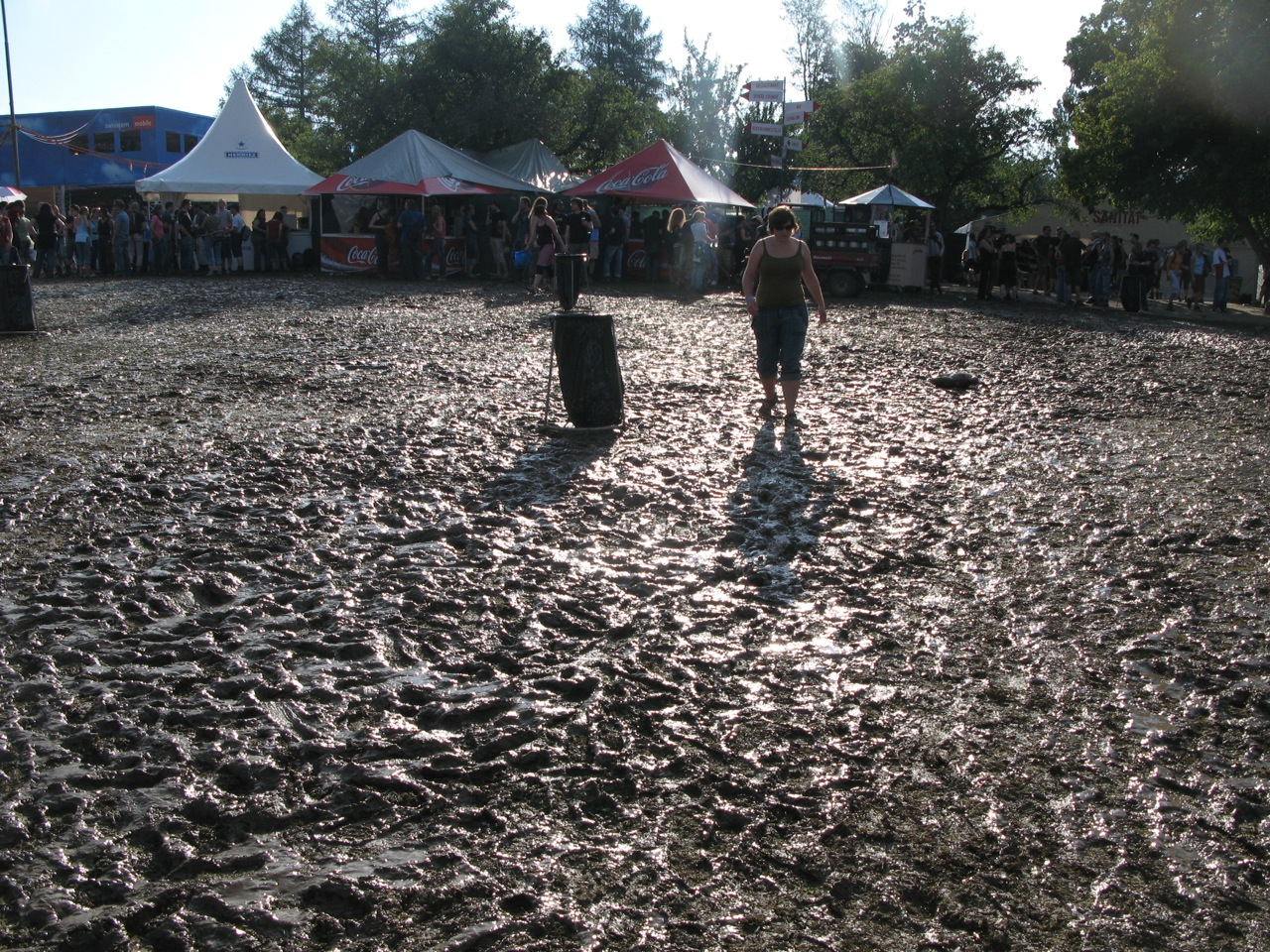
Вигляд Gurtenfestival після дощу у 2007 році

- Moon and Stars це фестиваль, який проходить з 13 липня по 21 липня кожного року.

У 2004 році було відкрито п'яти та десятиденні концерти на відкритому повітрі на площі „П'яцца Гранде“. На фестивалі виступають відомі артисти, включаючи виступи відомих виконавців міжнародної поп-і рок-музики. 2008 року на „Moon & Stars“ було причетними 85 000 відвідувачів.
- Paléo Festival Nyon- це музичний фестиваль, який відбувається 6 днів поспіль кожного літа.

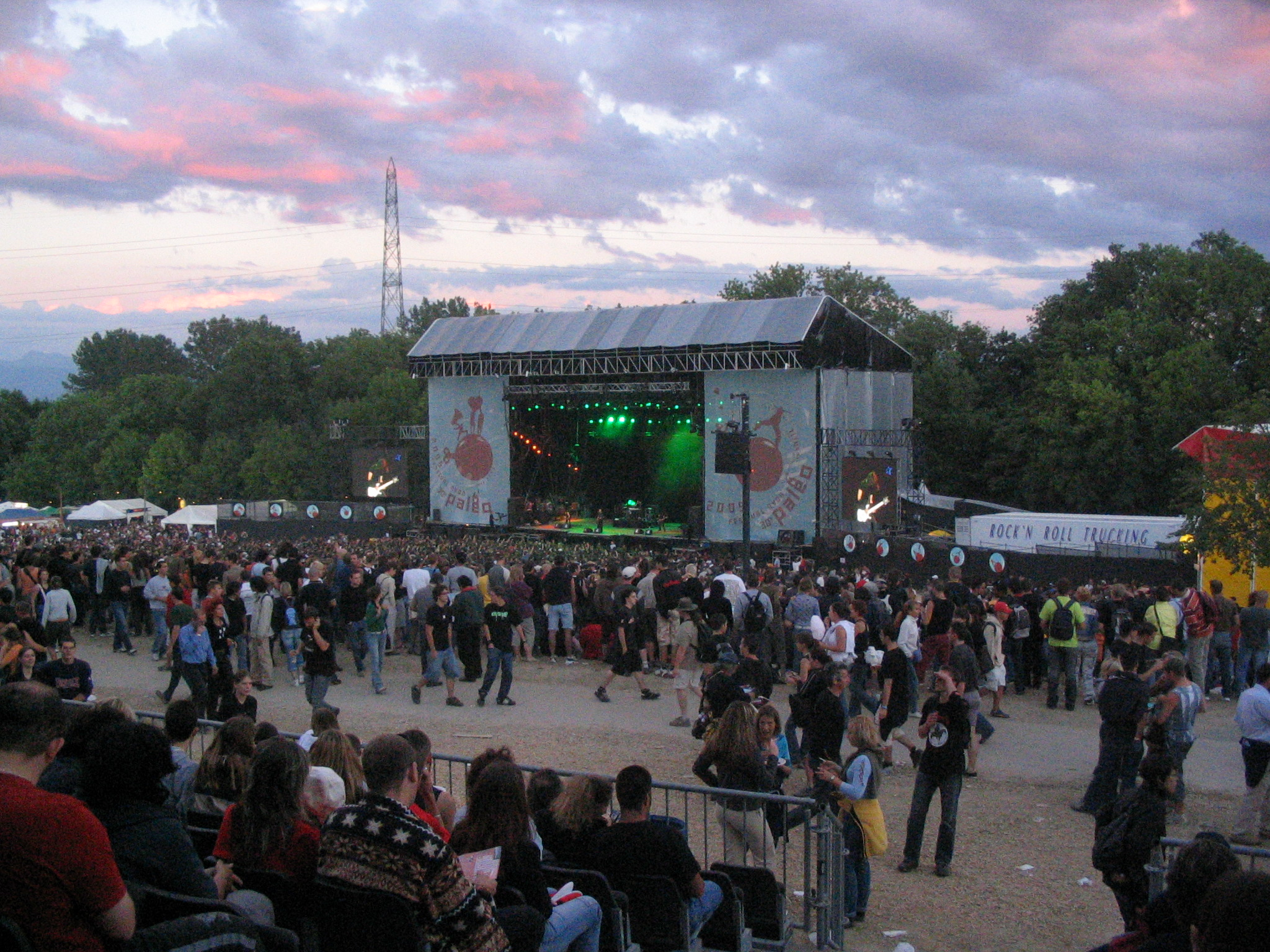
Paléo Festival de Nyon — 2005

Цей фестиваль є найбільшим фестивалем у Швейцарії, який добре відомий у всій Європі, як Палео. Він відбувається 6 днів та збирає більше 200 000 глядачів із всього світу. Щорічно проводиться в містечку Ньйон. Вперше проводився у 1976 році, як „Фестиваль Народної музики у Ньйоні“. Спочатку він проходив біля озера Женева. Сьогодні це один з найбільших фестивалів під відкритим небом у материковій Європі та найбільший у Швейцарії. Сьогодні подія виросла до рівня міжнародних артистів. 2005 року 3,5 мільйони глядачів та 2500 виконавців відвідали Фестиваль Палео.
- 'Blue Balls»

Відбувається фестиваль з 23 по 31 липня щорічно. Його відвідують більше 100 тисяч людей
Розпочався ще в 90-их роках минулого століття, коли рекламщик Урс Ляєрер спільно з двома друзями організував вечірній джем-сейшен на старовинному колісному пароплаві. 40 музикантів грали тоді до пізньої ночі.
Фестиваль проходить на березі Люцернського озера.

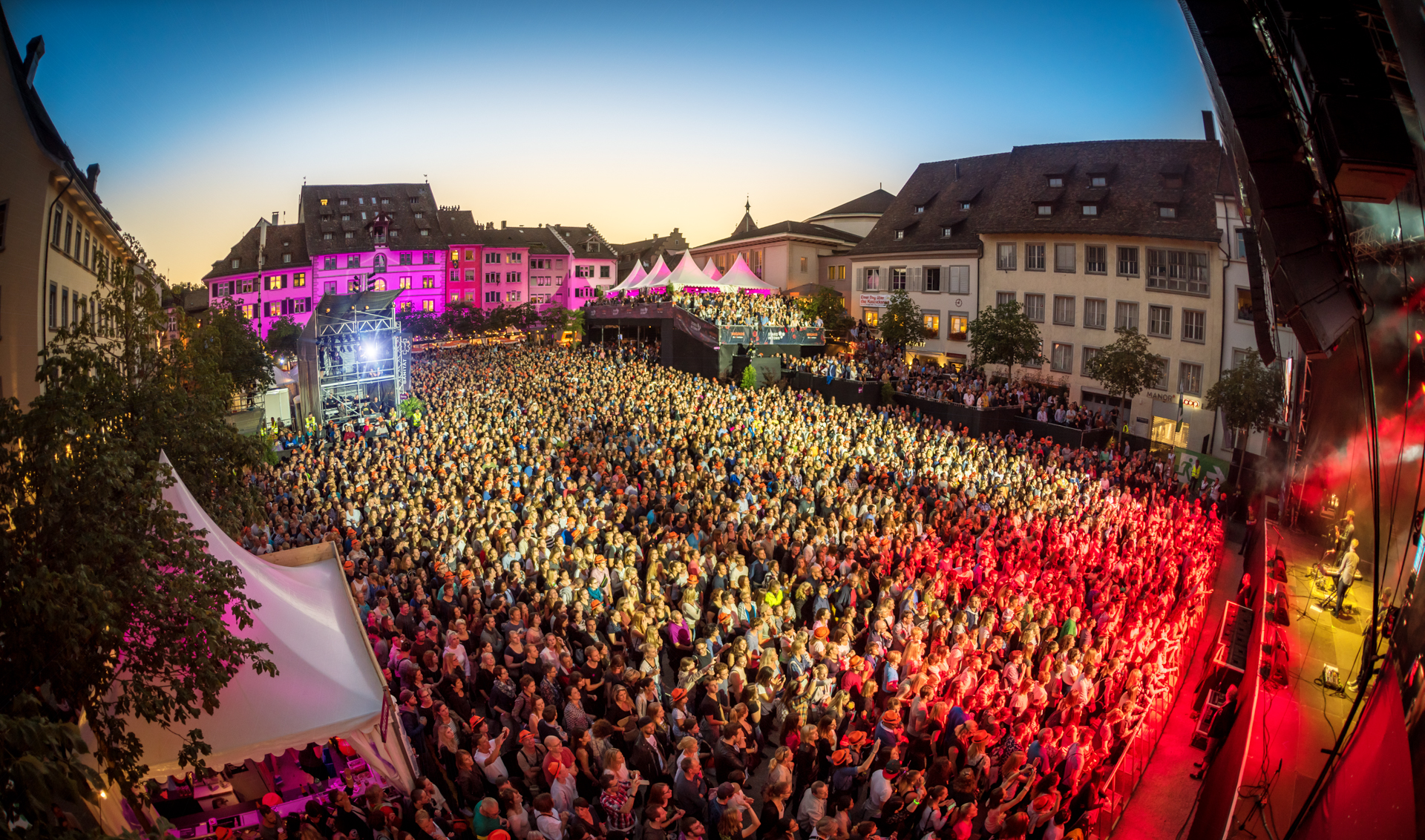
2016
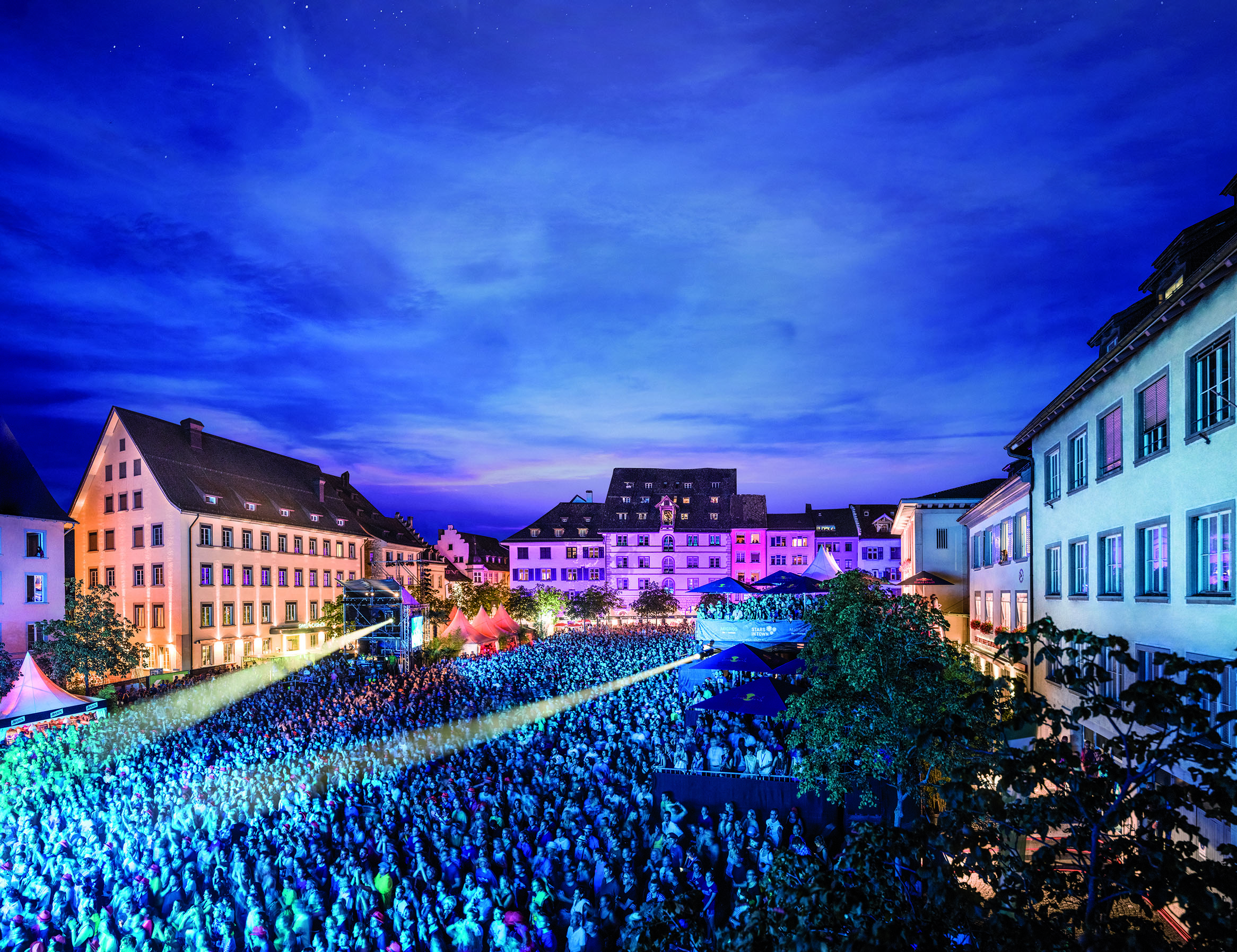
2016
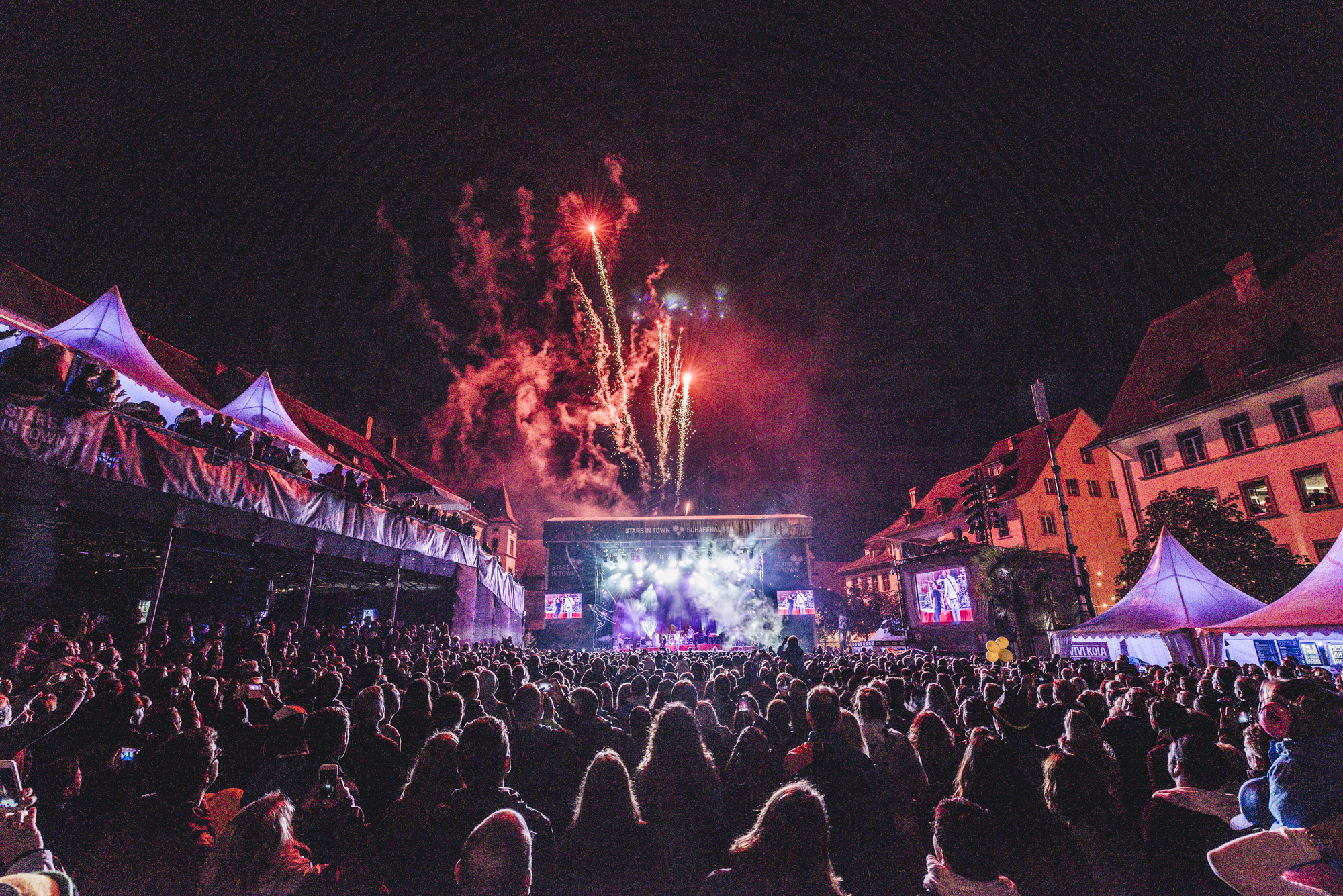
2017

- Stars in Town

Кожний рік в історичному центрі Шаффхаузена збираються тисячі глядачів на фестиваль Stars in Town. В програмі фестивалю — по декілька основних концертів протягом п'яти днів підряд, а також безліч додаткових шоу та розваг.

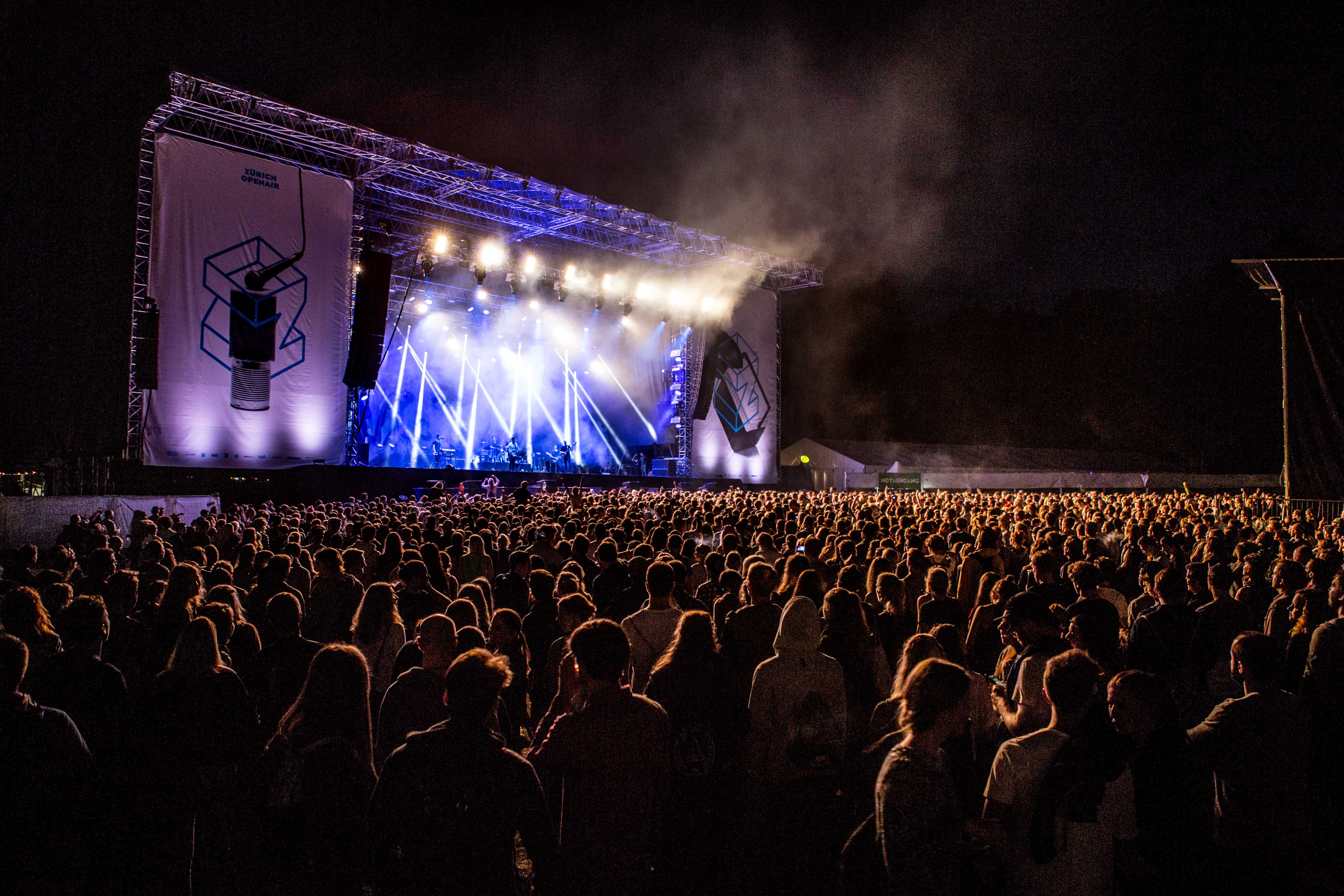
White Lies на Zürich Openair 2014

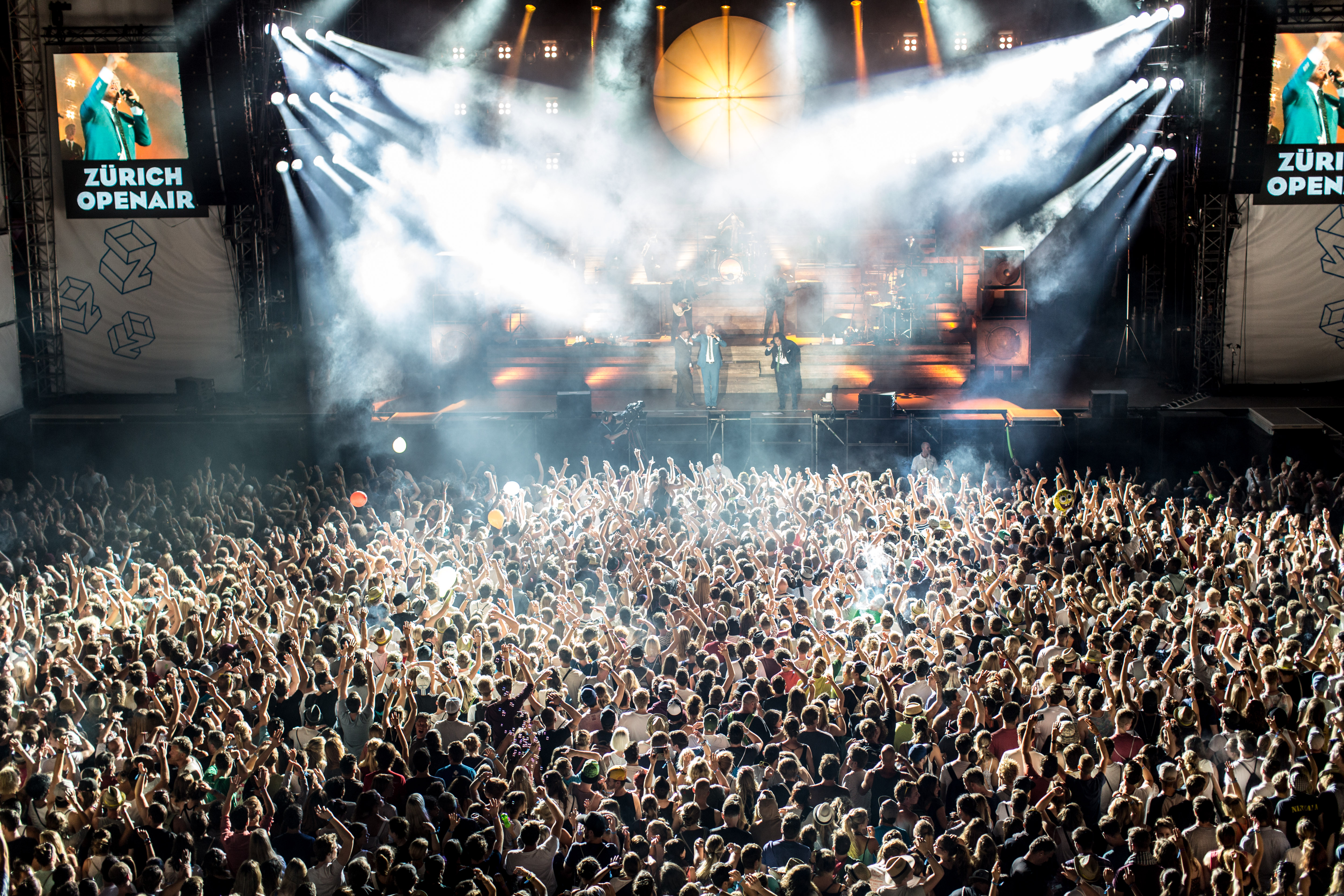
Seeed на Zürich Openair 2015

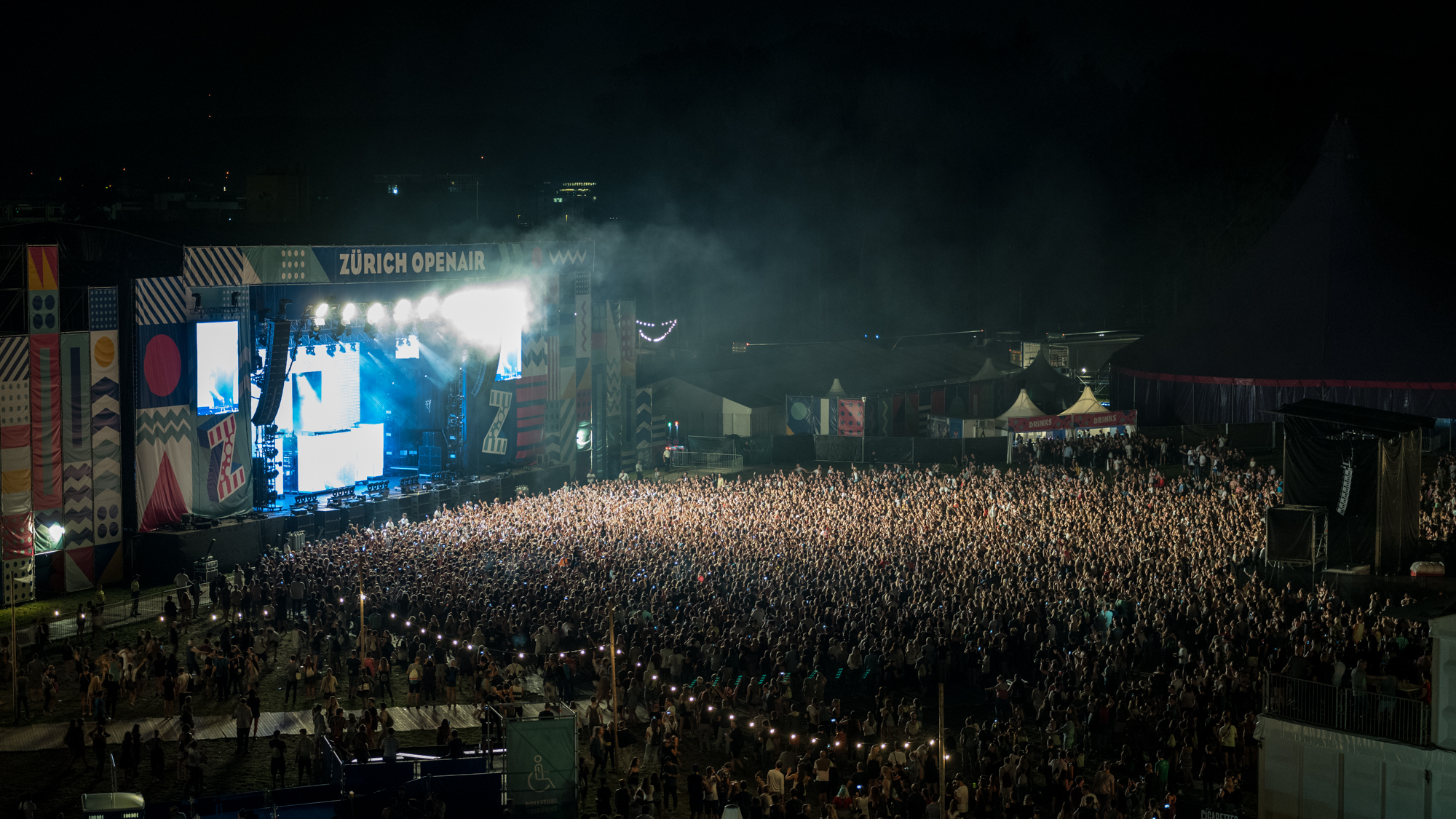
Гурт Kygo на Zürich Openair 2017

- Zürich Openair

Zurich Openair — це музичний фестиваль, що проводиться поблизу аеропорту Цюриху на базі муніципалітетів Рюлман та Опфікон. Він проводився в 2010, 2012, 2013, 2014, 2015, 2016 та 2017 роках та відбувається дотепер. Фестиваль славиться електронною музикою та рок-музикою, а також своєю інфраструктурою яка має безліч невеликих сцен.
Також у Швейцарії проводяться такі події, як «Неділі музики у Вінтертурі», Irish Openair, Royal Arena Festival, Street Parade, Open Air Gampel, Open Air Basel, «Фестиваль вуличних музикантів Buskers».